# Cagliari
Cagliari (topónimo italiano usado también en español) o Cáller (topónimo tradicional español; en sardo: Casteddu) es una ciudad y municipio italiano, capital de la isla de Cerdeña. Se trata de la ciudad más poblada de la región autónoma y es capital de la ciudad metropolitana de Cagliari.
El nombre sardo significa literalmente ‘castillo’ en alusión a la fortificación presente en la ciudad, mientras que el topónimo castellano, propio del español áurico, ya se usaba durante la época aragonesa.
La ciudad tiene aproximadamente 150 000 habitantes, mientras que su área metropolitana (incluyendo Elmas, Assemini, Capoterra, Selargius, Sestu, Monserrato, Quartucciu, Quartu Sant'Elena y otros ocho municipios) tiene más de 450 000 habitantes.
Fue la capital del Reino de Cerdeña (que se convirtió en 1861 en el Reino de Italia) desde 1324 hasta 1720, cuando fue sustituida por la ciudad de Turín. Hoy Cagliari es el centro cultural, educativo, político y artístico de la isla, conocido por su diversa arquitectura art nouveau y varios monumentos, y también es el centro económico e industrial de Cerdeña, ya que tiene uno de los puertos más importantes del mar Mediterráneo, un aeropuerto internacional y un ingreso per cápita comparable a las ciudades del norte de Italia como Milán o Turín.
Es sede 
de la primada archidiócesis de Cerdeña (desde el siglo V d. C.) y
de la Universidad de Cagliari (fundada en 1607).
La ciudad cuenta con algunas domus de janas, muy dañadas por el paso del tiempo, una gran necrópolis de la época de Cartago, un anfiteatro de la época romana, una basílica bizantina, dos torres del tiempo de la República de Pisa, y un sistema robusto de fortificaciones de los tiempos en los que la ciudad era el centro del Imperio español de los Habsburgo en aguas mediterráneas. Sus recursos naturales han sido siempre su puerto protegido, la cima de una colina fortificada: Monti Castru (el moderno barrio de Casteddu de Sus) las lagunas de sal y, desde el interior, el trigo del Campidano y las minas del Iglesiente.

## Toponimia
En el curso de la dominación púnica, Cagliari se llamaba Karaly (en alfabeto fenicio: 𐤊𐤓𐤋𐤉, KRLY).
Tras la invasión romana, la ciudad fue llamada (en latín) Caralis, Calares (plural) o Karales. Alrededor del siglo XVI d. C. Rodrigo Hunno Baeza, un humanista de Cerdeña, dijo que el nombre Karalis fue derivado del griego κάρα con el significado de ‘cabeza’, ya que Cagliari es el centro principal de la isla.
El semitista alemán Wilhelm Gesenius (1786-1842) dijo que el nombre provenía de Kar Baalis, que en la lengua fenicia significa ‘ciudad del dios Baal’. Esta hipótesis, pero con algunas diferencias, fue aceptada por el sacerdote y lingüista sardo Giovanni Spano (1803-1882), quien afirmó que Cagliari derivó del nombre fenicio Kar-El, que también significa ‘ciudad del dios El’.
Max Leopold Wagner trazó que el término del lenguaje protosardo Karalis reflejaba nombres de otros lugares de Cerdeña y del Mediterráneo: Carale (Austis), Carallai (Sorradile), Karhalis o Karhallis en Panfilia y Karhalleia de Pisidia (Turquía).
El nombre Karalis se conectaría con nombres tales como
cacarallai,
criallei,
crielle,
chirielle, ghirielle (Chrysanthemum coronarium: ‘crisantemo salvaje’),
garuleu,
galureu,
galileu (polen depositado en la miel, que es de color dorado, o jalea real), que tiene afinidad con el etrusco garouleou (‘crisantemo salvaje’).
Francesco Artizzu señaló que la raíz kar en los idiomas de los pueblos del Mediterráneo significa ‘piedra’, y el sufijo al/ar da un valor colectivo, y finalmente el topónimo Karali habría formado en sentido de pertenencia de la ‘comunidad de la roca’ o simplemente ‘lugar rocoso’. En cuanto a Kalares (plural), Artizzu lo explica por el hecho de que, a partir de un núcleo inicial, se unirán a otros núcleos vecinos, lo que aumenta el tamaño de la ciudad. En conclusión, lo más probable es que Karalis/Caralis tenía un sentido de la ‘comunidad del lugar de origen roca de color amarillo o blanco’.

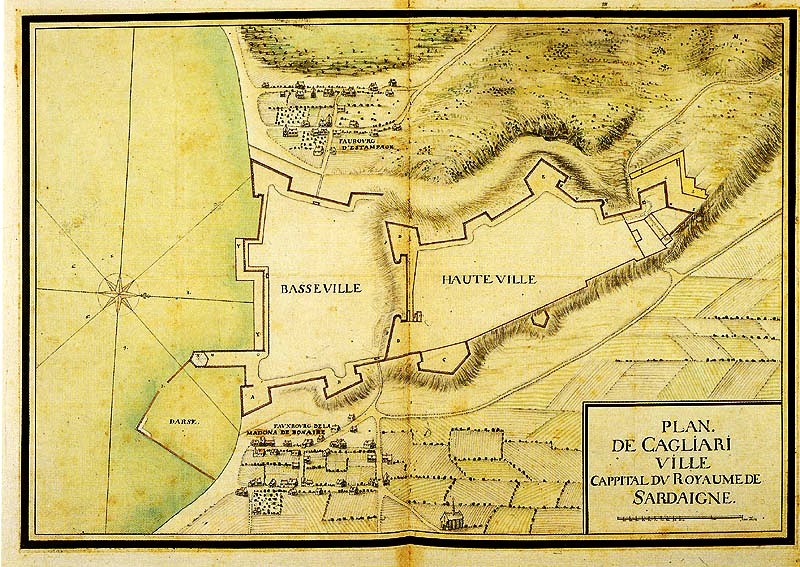
Antiguo mapa francés del circuito de la Acrópolis, la ciudad alta amurallada, la ciudad baja, la Marina.

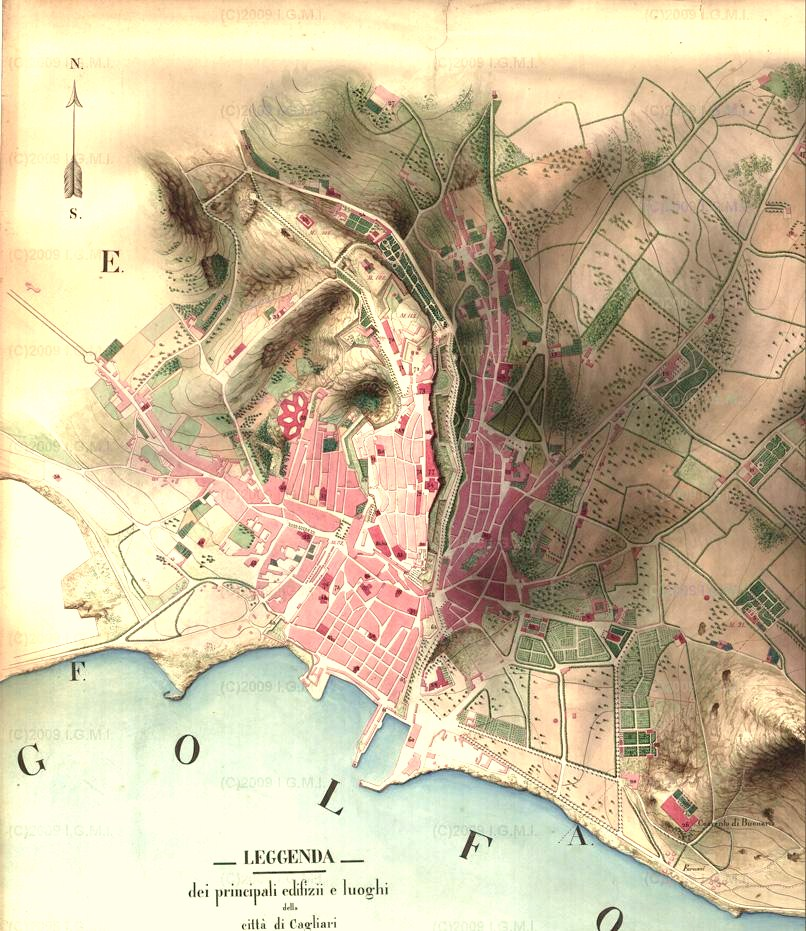
Mapa de Cagliari en 1858.

Durante la época del Juzgado, el centro de la ciudad se ha convertido en lo que hoy es la zona de Santa Gilla o Stampace y en la Edad Media, la ciudad era, por tanto, llamada Santa Igia. Con la llegada de la dominación de Pisa se ha identificado en los documentos de la época como Kastrum Karalis y más tarde, bajo el control aragonés como Castell de Càller en catalán. Después de la afirmación de la lengua española durante la dominación de los Habsburgo de España, el nombre se convirtió en Callari y finalmente el período de los Saboya, el nombre fue simplemente transcrito en la ortografía italiana a obtener el nombre Cagliari que es el nombre oficial de hoy en italiano. En la lengua sarda en cambio, el nombre oficial es Casteddu, que identifica a la ciudad con su castillo fortificado construido bajo el gobierno de Pisa. Hay también estudiosos que sostienen que el nombre Casteddu es mucho más antiguo, remontándose a los orígenes de la dominación romana, y no es otro que la traducción al latín popular de Karalis. Ambos topónimos podrían sobrevivir, uno como el nombre oficial de municipium (municipio) hasta hoy, el otro como una traducción literal de los que hablaban latín frecuente en el lenguaje de la época, cuando, en la ciudad y en toda la isla, las lenguas prelatinas habían desaparecido.
Un fragmento existente del poeta latino Publio Terencio Varrón Atacino (82-35 a. C.) afirma: «Munitus vicus Carali», que significa ‘ciudad amurallada de Caralis’ (castellum en el latín vulgar). En cualquier caso, la palabra casteddu es el descendiente directo del latín castellum y no un préstamo del dialecto de Pisa como podría sugerir la «reconstrucción» de la ciudad medieval amurallada. Además, en ese momento, la colina del castillo fue nombrada Monti Castru.
La palabra sarda castru desciende del latín castrum (‘campamento militar’, fortaleza o castillo), pero en sardo significa ‘montaña dentada’. Un escritor local del Renacimiento, Rodrigo Hunno Baeza, describe las ruinas que quedaron la ciudad romana como un arx (‘ciudadela’) en la colina, donde la Vía Sacra descendía hasta el puerto.
En conclusión, al no tener una etimología segura del nombre del Cagliari, debe referirse probablemente a la colina fortificada con vistas al puerto natural, la principal salida para el llano del Campidano. Incluso el geógrafo griego Tolomeo, que vivió en el segundo siglo, escribió «Κάραλις πόλις καὶ ἄκρα» (literalmente ‘la ciudad y fortaleza de Caralis’). La razón de esta antigua ciudad es ser a la vez una estructura militar poderosa para defender el puerto principal en el sur de Cerdeña y una base para el control del Mediterráneo occidental, el comercio de cereales y productos pecuarios (queso, cuero), de las minas de hierro, plomo, cobre y zinc del interior de la isla y, por supuesto, la producción de sal de las salinas que lo rodean.
El topónimo de la ciudad en italiano es Cagliari, en sardo y en gallurés, Casteddu, en sassarés, Castheddu y en catalán (incluyendo el catalán alguerés), Càller. En castellano se usa generalmente Cagliari; sin embargo, sigue existiendo el nombre original de Cáller.

## Geografía
La ciudad de Cagliari está situada en el sur de Cerdeña, con vistas al centro del homónimo golfo también llamado golfo degli Angeli (bahía de los Ángeles), debido a una antigua leyenda. La ciudad se extiende sobre y alrededor de la colina de la zona histórica de Castello, y otras nueve colinas de piedra caliza del Mioceno medio-tardío, alturas únicas de un poco más de cien metros sobre el nivel del mar en los llanos largos del Campidano. La llanura es en realidad una Graben formado durante la orogenia alpina de la era Cenozoica, que separó Cerdeña desde el continente europeo, más o menos donde ahora es el Golfo de León, en Francia, y rompió con los movimientos tectónicos diferentes por toda la isla el antiguo esqueleto Paleozoico.
La intrusión repetida del mar dejó sedimentos calcáreos que formaron una serie de colinas que marcan el territorio de Cagliari: la que donde está la ciudad fortificada cerca del puerto, lugar de nacimiento de la ciudad, el Monte Urpinu, el monte San Elías también conocida como la Sella del Diavolo (Silla del Diablo) por su curiosa forma, Tuvumannu y Tuvixeddu, donde estaba la antigua necrópolis púnica y romana, la pequeña colina de Bonaria, donde se encuentra la basílica venerada, y la colina de San Michele, en cuya cima se encuentra el castillo del mismo nombre. La ciudad moderna ha ocupado los espacios planos entre las colinas y el mar hacia el sur y el sureste, a lo largo de la playa de Poetto, las lagunas y estanques de Santa Gilla y Molentargius, restos de intrusiones marinas más recientes, en un paisaje articulado, con panoramas con muchos puntos de interés en la bahía, la llanura, las montañas que la rodean a este, (I Sette fratelli (los Siete Hermanos) y Serpeddì) y oeste (montañas de Capoterra). En los días fríos y claros de invierno, desde los puntos más altos de la ciudad, podemos reconocer los picos nevados del Gennargentu, la montaña más alta de la isla.

### Clima

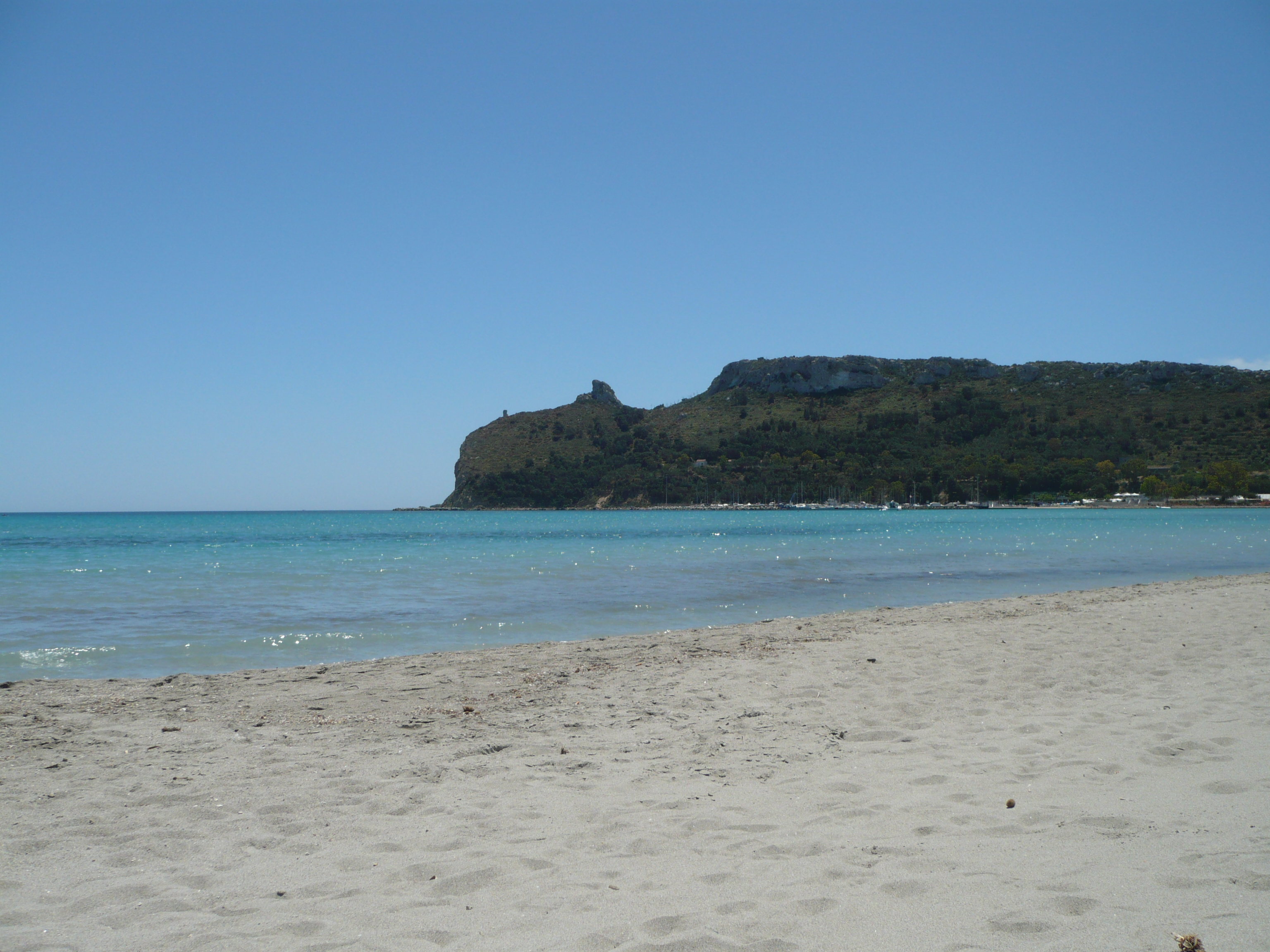
El Poetto

Cagliari tiene un clima mediterráneo (Csa en la clasificación del clima de Köppen), con veranos calurosos y secos e inviernos muy suaves. Los valores extremos en verano alcanzan o superan a veces los 40 °C (104 °F) (a menudo con una humedad muy alta), mientras que en invierno pocas veces suelen caer ligeramente por debajo de cero. Las fuertes nevadas ocurren en promedio cada treinta años. En general, en el corazón del invierno, solo unos pocos copos de nieve caen en las noches más frías. La temperatura media del mes más frío, enero, es de aproximadamente 10 °C (50 °F), y las del mes más cálido, agosto, alrededor de 25 °C (77 °F). Sin embargo, pueden producirse olas de calor especialmente en julio y agosto debido al anticiclón africano. Desde mediados de junio hasta mediados de septiembre la lluvia es poco frecuente, reduciéndose a alguna tormenta por la tarde. La temporada de lluvias comienza en septiembre, pero los primeros días de frío suelen llegar en noviembre o en diciembre, que suelen ser los meses más húmedos también. Los vientos son frecuentes (se puede decir que no hay día sin viento o brisa), especialmente el mistral y siroco, en los días de verano una brisa marina de siroco (s'imbattu) reduce la temperatura y el calor. Su clima es comparable al de Adelaida, Ciudad del Cabo o Atenas.

### Los datos climáticos de Cagliari
| Parámetros climáticos promedio de Cagliari (Aeropuerto de Cagliari-Elmas), normales 1971-2000 | Parámetros climáticos promedio de Cagliari (Aeropuerto de Cagliari-Elmas), normales 1971-2000 | Parámetros climáticos promedio de Cagliari (Aeropuerto de Cagliari-Elmas), normales 1971-2000 | Parámetros climáticos promedio de Cagliari (Aeropuerto de Cagliari-Elmas), normales 1971-2000 | Parámetros climáticos promedio de Cagliari (Aeropuerto de Cagliari-Elmas), normales 1971-2000 | Parámetros climáticos promedio de Cagliari (Aeropuerto de Cagliari-Elmas), normales 1971-2000 | Parámetros climáticos promedio de Cagliari (Aeropuerto de Cagliari-Elmas), normales 1971-2000 | Parámetros climáticos promedio de Cagliari (Aeropuerto de Cagliari-Elmas), normales 1971-2000 | Parámetros climáticos promedio de Cagliari (Aeropuerto de Cagliari-Elmas), normales 1971-2000 | Parámetros climáticos promedio de Cagliari (Aeropuerto de Cagliari-Elmas), normales 1971-2000 | Parámetros climáticos promedio de Cagliari (Aeropuerto de Cagliari-Elmas), normales 1971-2000 | Parámetros climáticos promedio de Cagliari (Aeropuerto de Cagliari-Elmas), normales 1971-2000 | Parámetros climáticos promedio de Cagliari (Aeropuerto de Cagliari-Elmas), normales 1971-2000 | Parámetros climáticos promedio de Cagliari (Aeropuerto de Cagliari-Elmas), normales 1971-2000 |
| Mes                                                                                           | Ene.                                                                                          | Feb.                                                                                          | Mar.                                                                                          | Abr.                                                                                          | May.                                                                                          | Jun.                                                                                          | Jul.                                                                                          | Ago.                                                                                          | Sep.                                                                                          | Oct.                                                                                          | Nov.                                                                                          | Dic.                                                                                          | Anual                                                                                         |
| --------------------------------------------------------------------------------------------- | --------------------------------------------------------------------------------------------- | --------------------------------------------------------------------------------------------- | --------------------------------------------------------------------------------------------- | --------------------------------------------------------------------------------------------- | --------------------------------------------------------------------------------------------- | --------------------------------------------------------------------------------------------- | --------------------------------------------------------------------------------------------- | --------------------------------------------------------------------------------------------- | --------------------------------------------------------------------------------------------- | --------------------------------------------------------------------------------------------- | --------------------------------------------------------------------------------------------- | --------------------------------------------------------------------------------------------- | --------------------------------------------------------------------------------------------- |
| Temp. máx. media (°C)                                                                         | 14.3                                                                                          | 14.8                                                                                          | 16.5                                                                                          | 18.6                                                                                          | 22.9                                                                                          | 27.3                                                                                          | 30.4                                                                                          | 30.8                                                                                          | 27.4                                                                                          | 23.1                                                                                          | 18.3                                                                                          | 15.4                                                                                          | 21.7                                                                                          |
| Temp. media (°C)                                                                              | 9.9                                                                                           | 10.3                                                                                          | 11.8                                                                                          | 13.8                                                                                          | 17.7                                                                                          | 21.8                                                                                          | 24.7                                                                                          | 25.2                                                                                          | 22.3                                                                                          | 18.4                                                                                          | 13.8                                                                                          | 11.0                                                                                          | 16.7                                                                                          |
| Temp. mín. media (°C)                                                                         | 5.5                                                                                           | 5.8                                                                                           | 7.1                                                                                           | 8.9                                                                                           | 12.4                                                                                          | 16.2                                                                                          | 18.9                                                                                          | 19.6                                                                                          | 17.1                                                                                          | 13.7                                                                                          | 9.3                                                                                           | 6.6                                                                                           | 11.8                                                                                          |
| Precipitación total (mm)                                                                      | 49.7                                                                                          | 53.3                                                                                          | 40.4                                                                                          | 39.7                                                                                          | 26.1                                                                                          | 11.9                                                                                          | 4.1                                                                                           | 7.5                                                                                           | 34.9                                                                                          | 52.6                                                                                          | 58.4                                                                                          | 48.9                                                                                          | 428                                                                                           |
| Días de precipitaciones (≥ 1.0 mm)                                                            | 6.8                                                                                           | 6.8                                                                                           | 6.8                                                                                           | 7.0                                                                                           | 4.4                                                                                           | 2.1                                                                                           | 0.8                                                                                           | 1.3                                                                                           | 4.3                                                                                           | 6.5                                                                                           | 7.4                                                                                           | 7.4                                                                                           | 61.6                                                                                          |
| Horas de sol                                                                                  | 136.4                                                                                         | 139.2                                                                                         | 186.0                                                                                         | 213.0                                                                                         | 269.7                                                                                         | 288.0                                                                                         | 334.8                                                                                         | 310.0                                                                                         | 246.0                                                                                         | 198.4                                                                                         | 147.0                                                                                         | 127.1                                                                                         | 2596                                                                                          |
| Fuente: Servizio Meteorologico and Observatorio de Hong Kong (horas de sol)                   |                                                                                               |                                                                                               |                                                                                               |                                                                                               |                                                                                               |                                                                                               |                                                                                               |                                                                                               |                                                                                               |                                                                                               |                                                                                               |                                                                                               |                                                                                               |

### Demografía

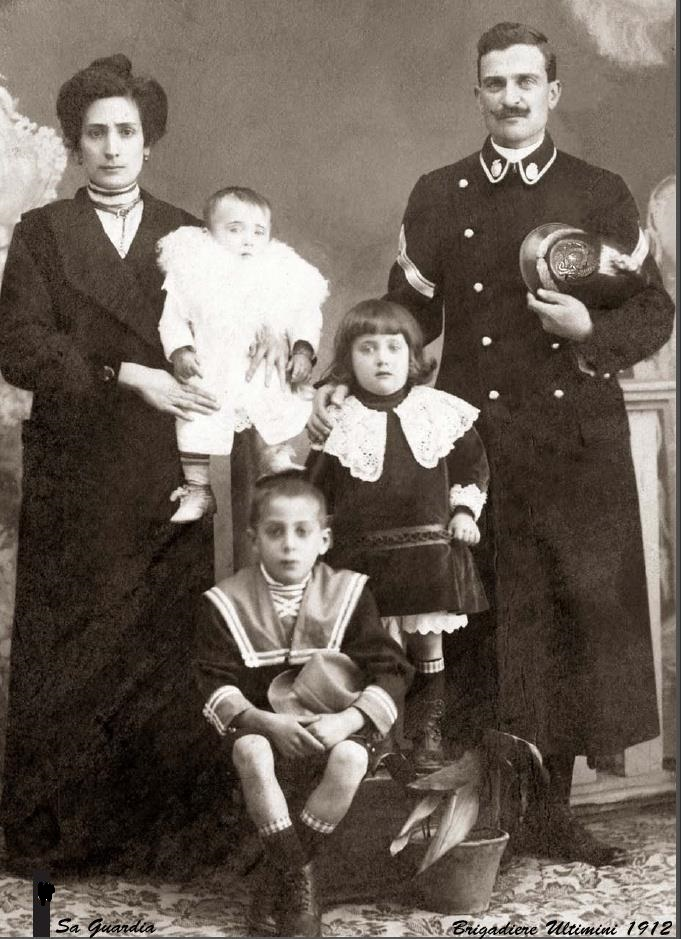
Ciudadanos de Cagliari, la familia de un policía en 1916

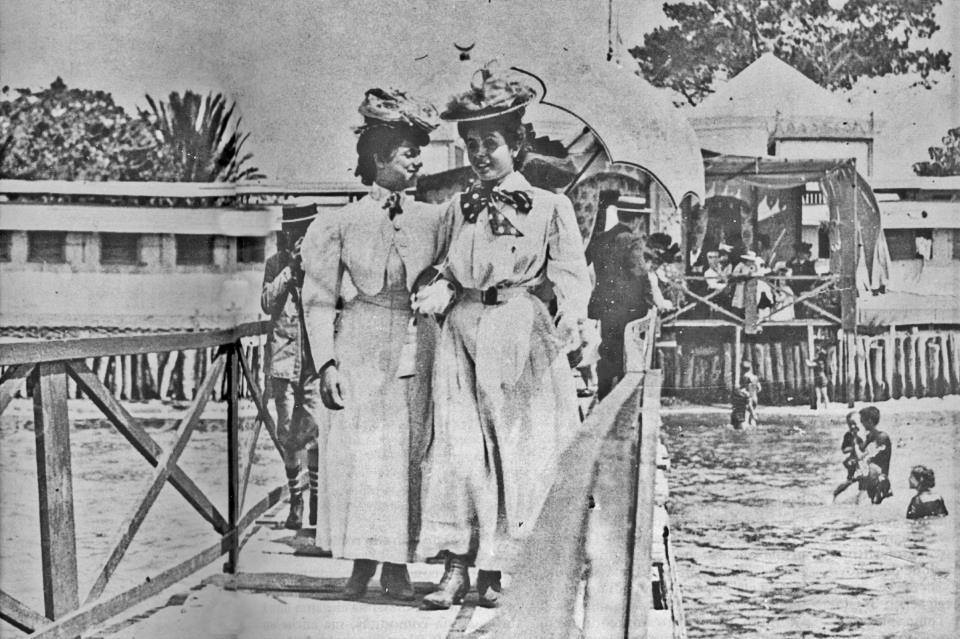
Ciudadanos de Cagliari - Chicas de la Belle Époque a la playa

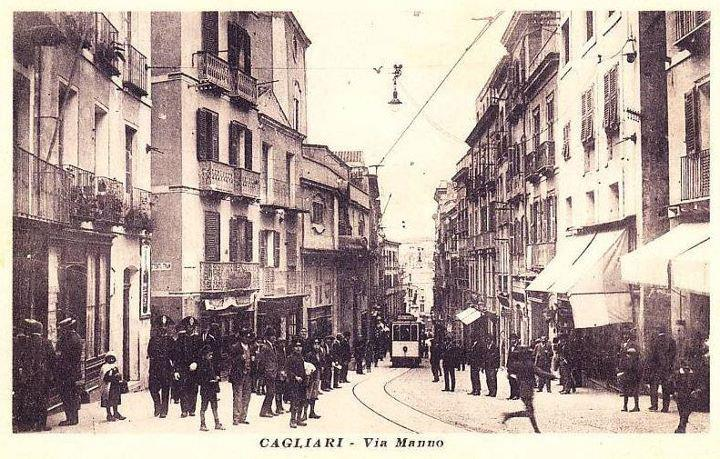
Via Manno, Cagliari

En 2007, había 158.041 personas residiendo en Cagliari, de los cuales el 46,7% eran varones y el 53,3% eran mujeres. Los menores de edad (niños mayores de 18 años y menores) constituían el 13,36 % de la población en comparación con el número de pensionistas, que suponían el 21,87 %. Esto se compara con la media italiana de 18,06 % (menores de edad) y 19,94 % (pensionistas). La edad promedio de los residentes de Cagliari es de 46 en comparación con la media italiana de 42 años. En los cinco años transcurridos entre 2002 y 2007, la población de Cagliari se redujo en un 3 %, mientras que Italia en su conjunto creció un 3,56 %. La tasa de natalidad actual de Cagliari es de 6 nacimientos por cada 1000 habitantes, frente a la italiana promedio de 9,45 nacimientos. Esta tendencia es proporcionalmente inversa con el Cagliari áreas metropolitanas y suburbios, donde la mayoría de las familias más jóvenes se mueven.
A partir de 2009, 96,91 % de la población era italiana. Mientras que el mayor grupo de inmigrantes procedía de Asia y otras naciones europeas en su mayoría de Ucrania y Rumanía. La gran mayoría de las personas son católicas.
Entre los años 1980 y 1990 la población era de alrededor de Cagliari 220.000. Durante este período de cuatro distritos municipales se convirtió en autónoma municipios con algunos referendos locales. Así, debido a la separación de Quartucciu (12.527 habitantes en 2009) en 1983, Elmas (8977 habitantes en 2009) en 1989, Monserrato (20 603 habitantes en 2009) y Selargius (29.099 habitantes en 2009) en 1991, Cagliari pasó de alrededor de 220.000 a 160.000 habitantes. Sin esta separación la población del municipio de Cagliari podría ser de 228.347.
| Gráfica de evolución demográfica de Cagliari entre 1861 y 2001 |
|                                                                |
| Fuente ISTAT - Elaboración gráfica de Wikipedia                |

### Área metropolitana de Cagliari

El mapa del área metropolitana de Cagliari

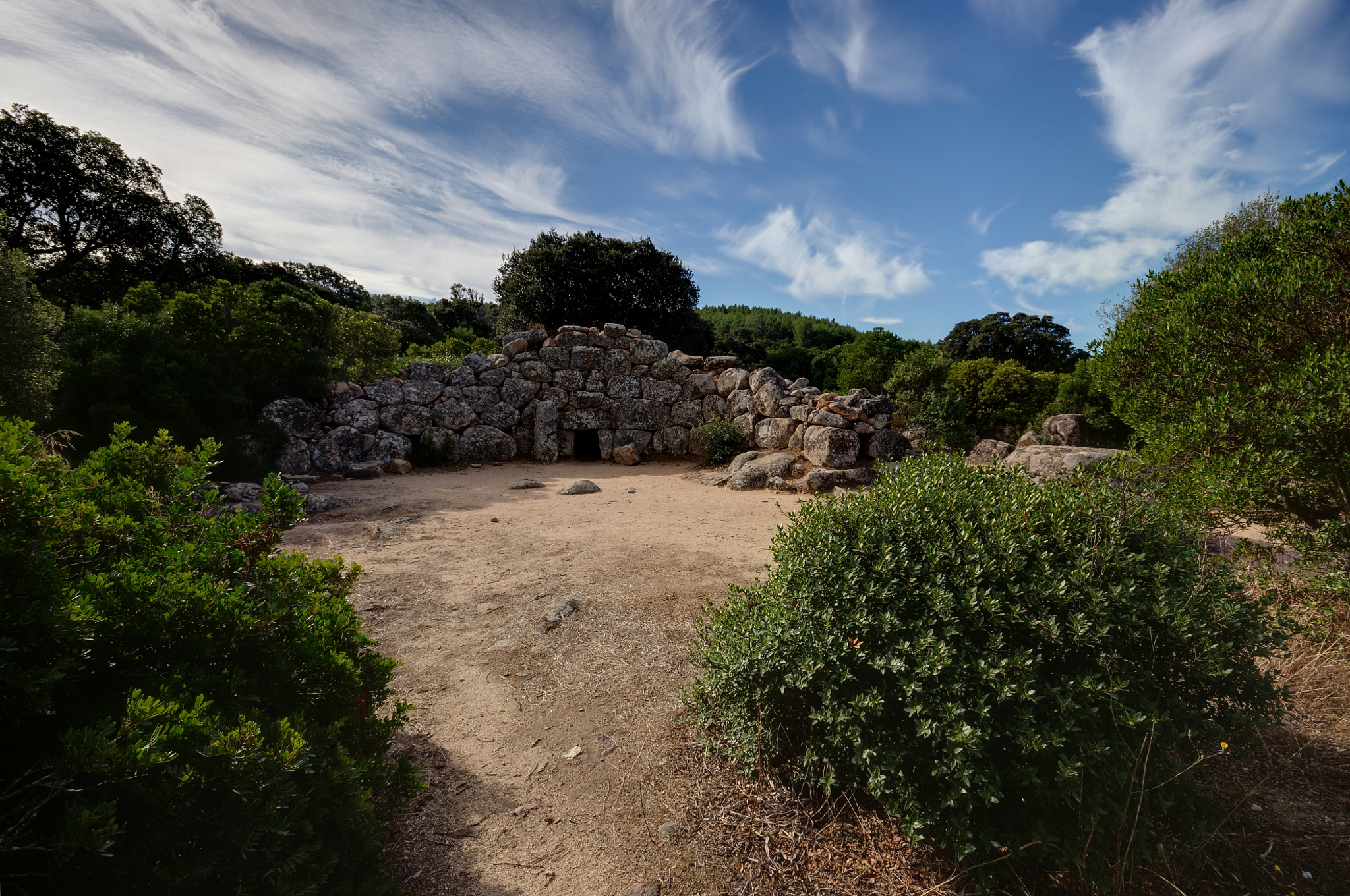
Tumba de Gigantes Is Concias

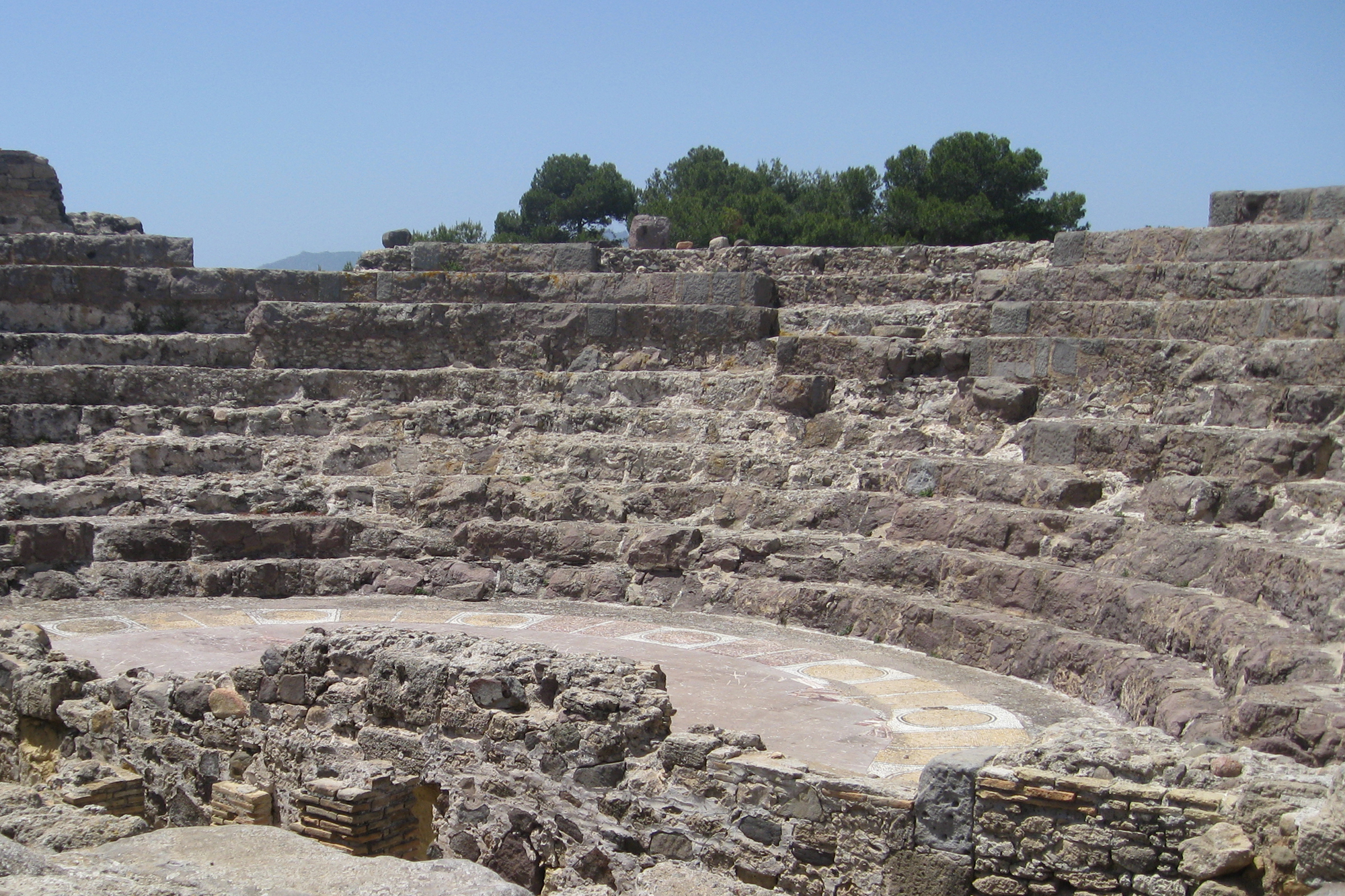
Teatro romano de Nora.

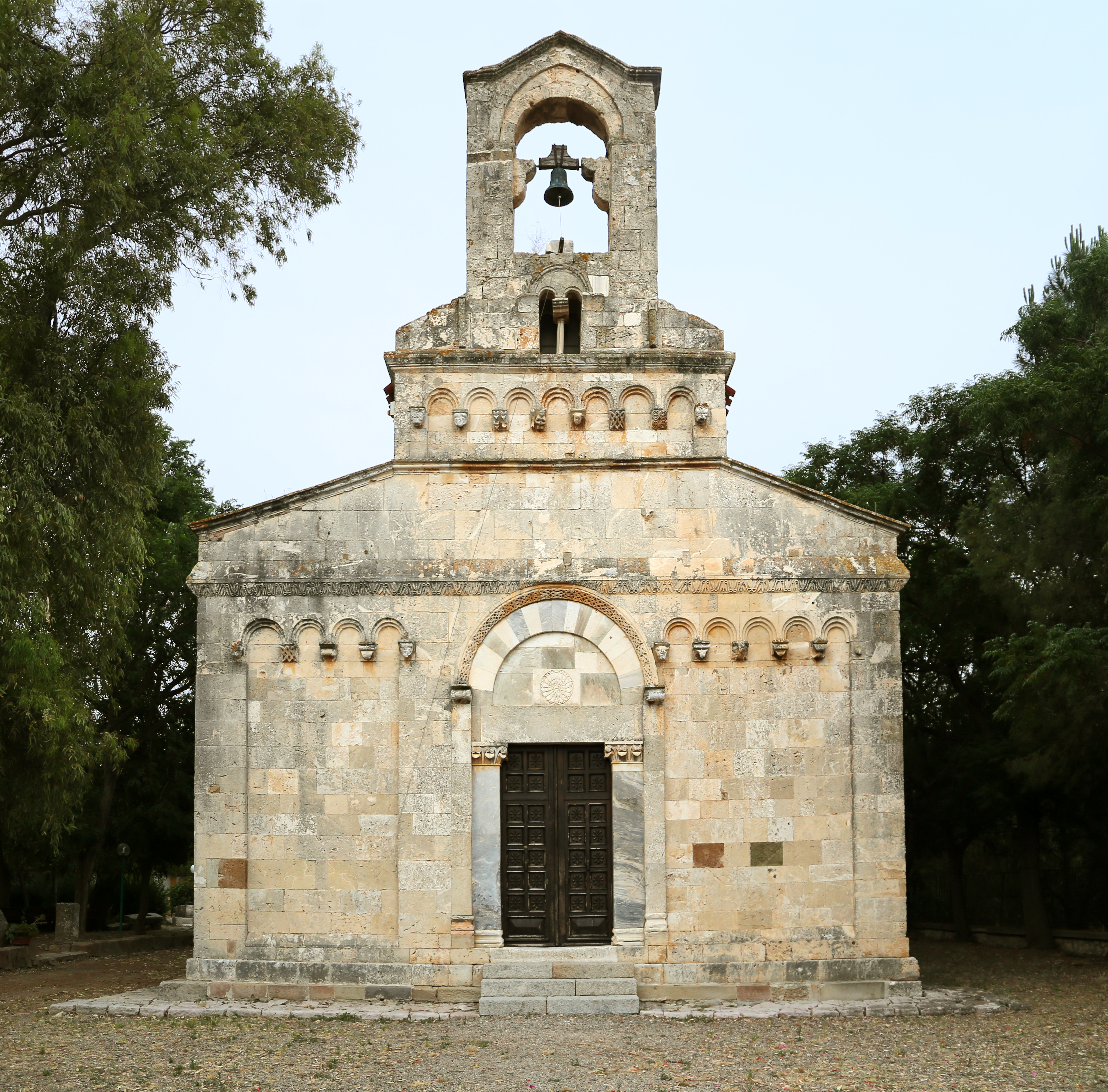
Iglesia románica de Santa María in Uta

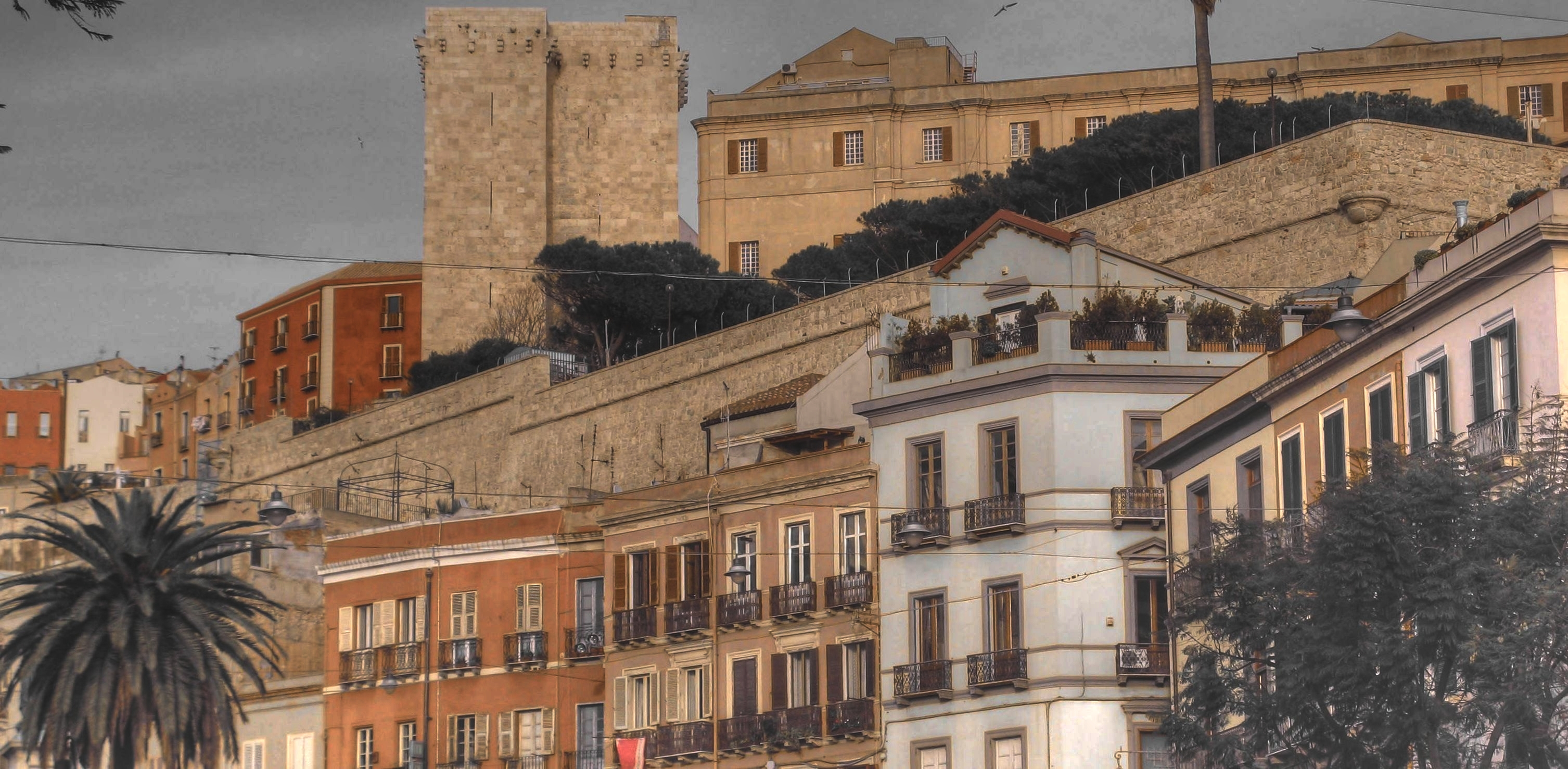
Cagliari, paredes occidentales y la torre del elefante en la madrugada

El área metropolitana de Cagliari asciende a 453.728 habitantes según el censo de 2011, un ligero aumento (2,3 %) en comparación con el de 2001. No existe una institución que identifica y gobierna el área, solo puede circunscribirse mediante los desplazamientos diarios a la capital, indicada por los municipios donde la población aumenta en una región que al contrario va despoblándose (Cerdeña +0,5), especialmente en las zonas del interior. Abarca un territorio muy complejo sobre la llanura del Campidano entre grandes lagunas (laguna de Santa Gilla 1300 hectáreas), estanques (Molentargius 1622 hectáreas) y las montañas despobladas de hasta 1100 metros sobre el nivel del mar, cubiertas en gran medida por extensos bosques, gestionados en gran parte por el Ente Foreste de la Región Autónoma de Cerdeña, que están al oeste (montañas de Capoterra y Pula 256 km², Reserva Natural WWF de Monte Arcosu 36 km²) y el este (Monte Serpeddì y los Sette Fratelli 132 km²), una amplia zona verde a pocos kilómetros del centro de la ciudad y de las playas del golfo.
Se puede identificar un primer grupo de municipios cuya urbanización se une a Cagliari sin interrupción (Quartu Sant'Elena, Quartucciu, Selargius, Monserrato, Elmas), una segunda franja, con una urbanización con mallas más grandes, pero ahora importante y textura viejo (Assemini, Sestu, Settimo San Pietro, Sinnai, Capoterra), y una franja final que se compone de los municipios que cuentan con el mayor crecimiento de población debido a los menores costos de la vivienda. Excluyendo las montañas y las lagunas, la densidad de población del área metropolitana es muy superior a lo que parece de los datos que se listan a continuación. 
En el último siglo, la población de los municipios de la zona metropolitana se incrementó de un 354 % y en los últimos 50 años de un 158 % (1911: 128.444 1961: 288.683; 2011: 454.819). Para el conjunto de Cerdeña este incremento fue, respectivamente, 88 % y 15 % (1911: 868.181; 1961: 1.419.362; 2011: 1.639.362). La urbanización de la región de Cagliari fue, en términos porcentuales, impresionante, por lo que la capital de la isla es una metrópolis rodeada de zonas rurales cada vez más despobladas. Esta urbanización también se refleja en la concentración de Cagliari de la mayor parte de la actividad económica y de la riqueza de la isla. Cagliari es el polo de un área urbana que incluye la mitad sur de la isla y tiene una población de más de 900.000 habitantes.
| Municipio          | km²     | habitantes | hab./km² | Cagliari (km) |
| ------------------ | ------- | ---------- | -------- | ------------- |
| Cagliari           | 85,45   | 149.883    | 1754     | 0             |
| Quartu Sant'Elena  | 96,20   | 69.296     | 720      | 9             |
| Selargius          | 26,71   | 29.864     | 1.118    | 9             |
| Assemini           | 117,50  | 26.620     | 227      | 14            |
| Capoterra          | 68,25   | 23.255     | 341      | 20            |
| Monserrato         | 6,50    | 20.585     | 3.167    | 7             |
| Sestu              | 48,32   | 19.893     | 412      | 11            |
| Sinnai             | 223,38  | 16.730     | 75       | 15            |
| Quartucciu         | 27,87   | 12.600     | 452      | 9             |
| Dolianova          | 84,60   | 9.404      | 111      | 22            |
| Elmas              | 13,70   | 8.949      | 653      | 10            |
| San Sperate        | 26,15   | 7.972      | 305      | 20            |
| Uta                | 134,46  | 7.859      | 58       | 20            |
| Decimomannu        | 28,05   | 7.831      | 279      | 19            |
| Maracalagonis      | 101,60  | 7.523      | 74       | 18            |
| Pula               | 138,79  | 7.141      | 51       | 33            |
| Settimo San Pietro | 23,21   | 6.532      | 281      | 13            |
| Sarroch            | 67,88   | 5.198      | 77       | 25            |
| Monastir           | 31,76   | 4.505      | 142      | 21            |
| Ussana             | 32,85   | 4.285      | 130      | 23            |
| Serdiana           | 55,66   | 2.620      | 47       | 22            |
| Villaspeciosa      | 27,35   | 2.407      | 88       | 23            |
| Villa San Pietro   | 39,61   | 2.009      | 51       | 29            |
| Soleminis          | 12,96   | 1.858      | 143      | 20            |
| Total              | 1518,81 | 453.728    | 299      |               |

## Blasón
El escudo de armas de Cagliari es un castillo con tres torres (la torre central más alta que las otras) y una puerta. Hizo su aparición en la primera mitad del siglo XIII, cuando la ciudad estaba bajo el control de Pisa. Durante siglos se añadieron varios elementos al castillo: cuando el rey de Aragón conquistó Cerdeña, Cagliari se convirtió en "ciudad real", capital del Reino de Cerdeña con su propia ley. En esta ocasión, se añadieron al castillo las insignias reales y la corona de marqués, en un escudo romboidal compuesto por cuatro cuarteles: al primer (jefe) y al tercer (punta) el Señal Real de Aragón (Barras de Aragón) descrito de esta manera: en campo de Oro, cuatro palos de Gules; al segundo (flanco seniestro) y al cuarto (flanco diestro) partido de Gules arriba y de Azur abajo, cargado de un castillo de Oro en roca. Esta forma se utilizó hasta mediados del siglo XVIII, cuando la nueva dinastía real, la Casa de Saboya, sustituyó el Señal Real de Aragón con las armas de su familia, el primer y el tercer cuartel en campo de gules una cruz de Plata, el segundo y el cuarto partido de Plata arriba y de Azur abajo, siempre cargado de un castillo de oro en roca, que sigue siendo el emblema de la ciudad moderna. Los colores de la bandera de la ciudad son el rojo y el azul.

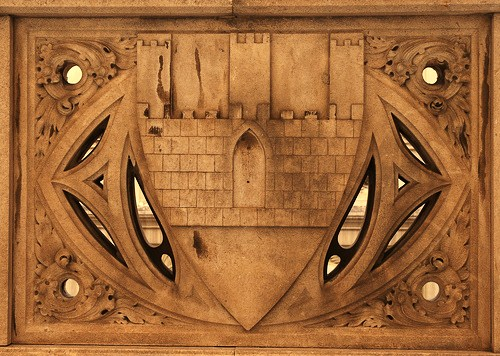
Armas de la ciudad bajo Pisa
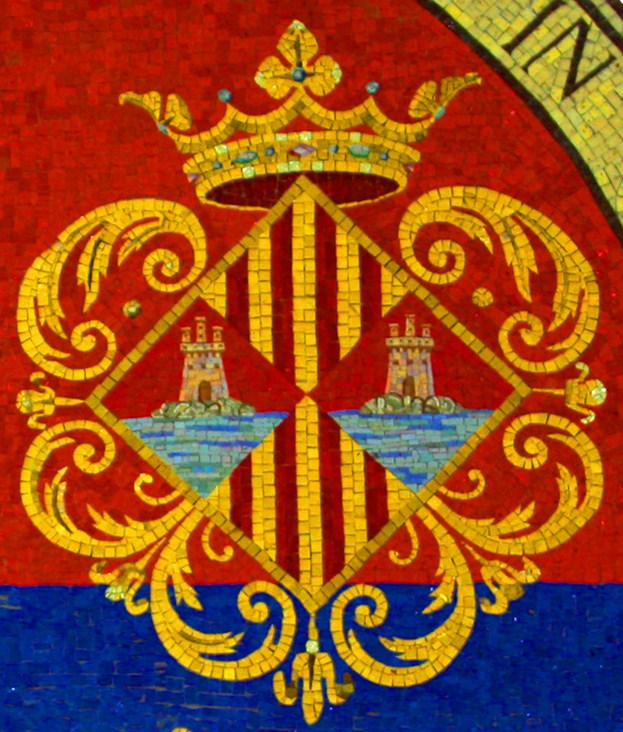
Armas bajo la Corona de Aragón y la Corona de España en el estandarte de la Universidad, 1606
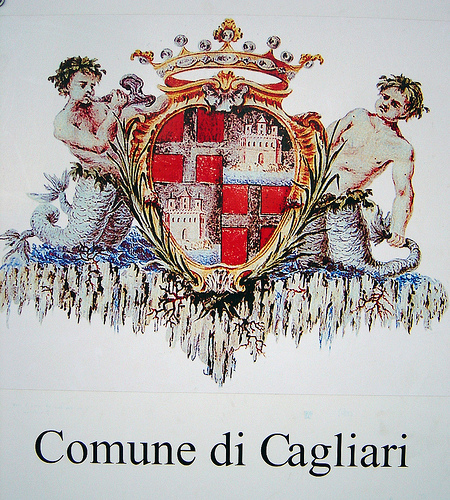
Armas de la ciudad desde el siglo XVIII

## Historia

### Prehistoria

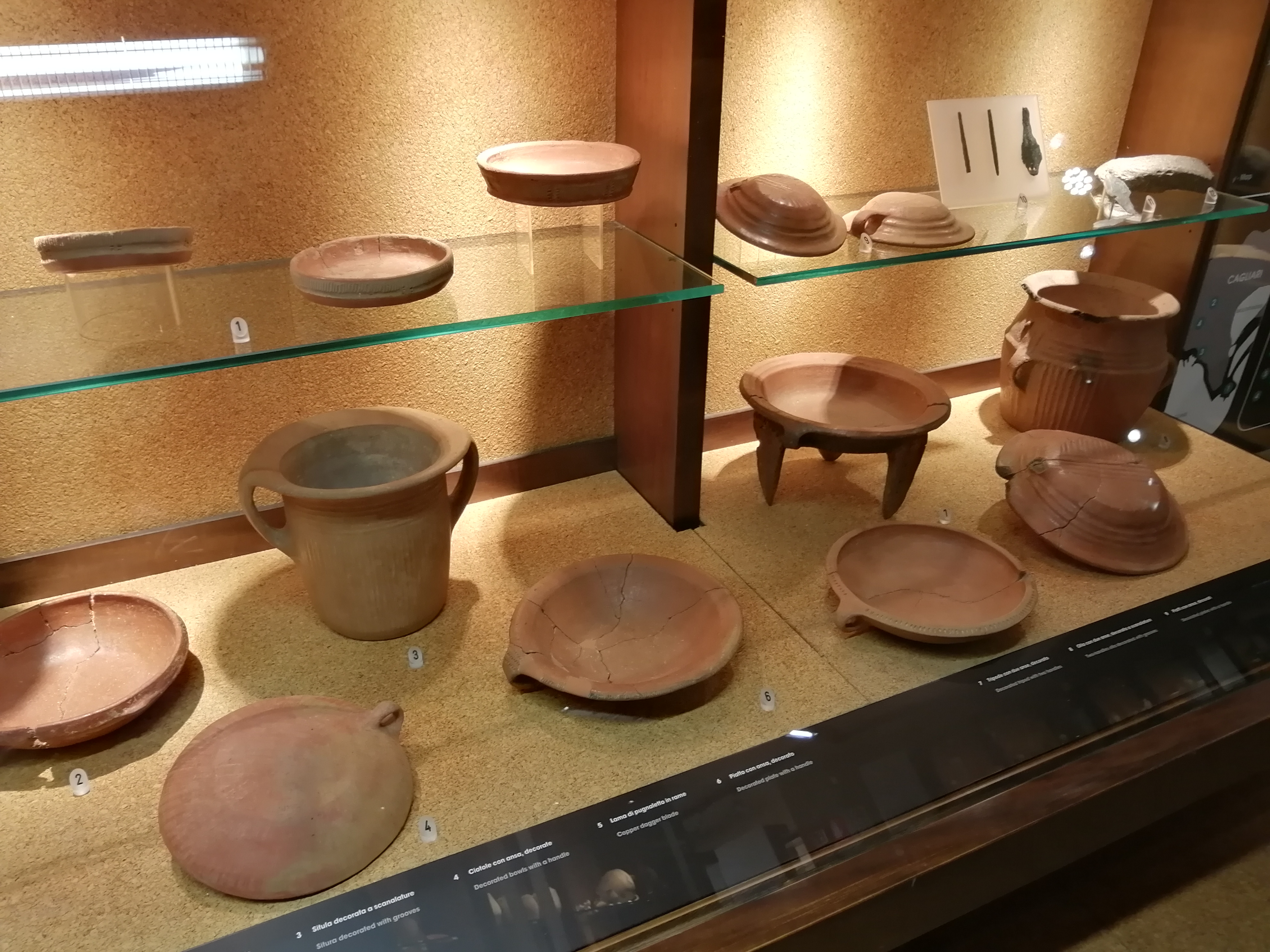
Cerámica de la cultura de Monte Claro

Algunas Domus de Janas y los restos de las chozas del IV y III milenio antes de Cristo descubiertos en la zona de San Bartolomé, en la colina de San Elías, confirman que la zona donde hoy se encuentra la ciudad estaba habitada por los Neolíticos; los recursos del mar, de los estanques, de la tierra seca y en parte rocosa, pero adecuada a los cereales y algunos cultivos hortícolas, aseguró la supervivencia de la población civil de la época pre-nurágica. Pertenecen a la Edad del Bronce los objetos de la cultura de Monte Claro, qui toma su nombre de la colina homónima de Cagliari, y que se extendió por toda la isla. Los descubrimientos arqueológicos de la Edad del Bronce, como la cerámica del mar Egeo encontrada en el Nuraghe Antigori a Sarroch, sugieren la hipótesis de que la cultura nurágica se estableció en Cagliari y ató lazos comerciales y culturales intensos con la Civilización micénica y son un testimonio de que sus puertos ya habían visto vida y comercio.
Solo recientemente (2012) se ha descubierto una construcción nurágica en la ciudad, tal vez un pozo sagrado, y justo en la misma colina de Monte Claro. Pero por todas partes, al este y al oeste, hay Nuragas, Tumba de los gigantes, pozos sagrados.

### Colonia Fenicia y era púnica

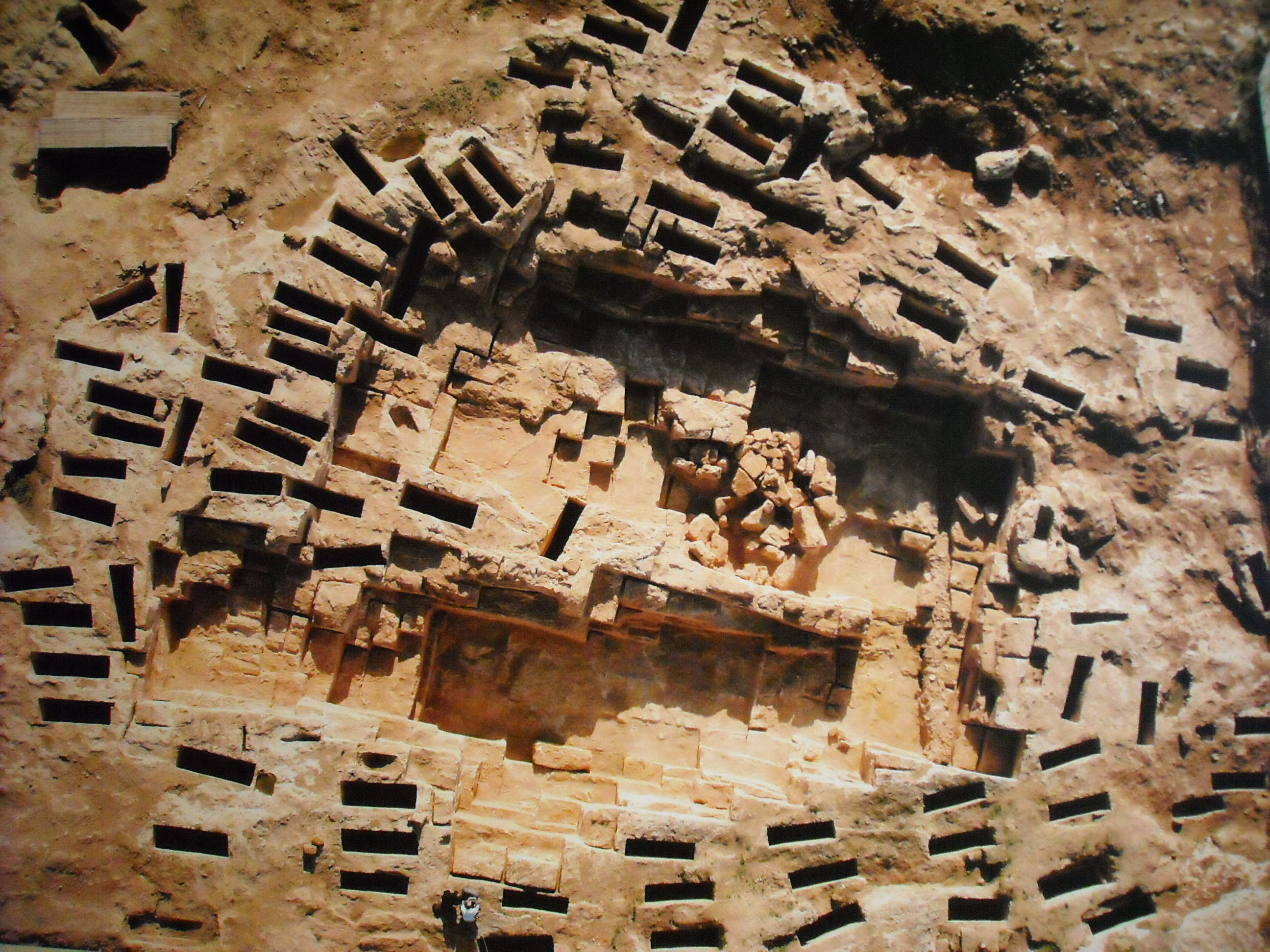
Necrópolis púnica de Tuvixeddu

Krly o Karel comenzó como un almacén en torno al siglo X a. C. cuando los fenicios comenzaron a frecuentar el golfo de los Ángeles. El pasaje del De Bello Gildonico de Claudiano, que escribe en el siglo IV de nuestra era, dice que Cagliari fue fundada por la poderosa Tiro, una ciudad del moderno Líbano, que en los primeros siglos del primer milenio antes de Cristo había experimentado su periodo más próspero como potencia comercial entre el oriente y el occidente mediterráneo, y también había fundado la ciudad de Cartago. Fue la  talasocracia  de Tiro. El primer núcleo de la Cagliari fenicia parece que fuera cerca de la laguna de Santa Gilla, pero poco a poco cada vez más, el centro se trasladó hacia el este hasta aproximadamente al punto en el que hoy en día existe la Plaza de Carmelo (Piazza del Carmine ).
Durante la era púnica, a partir del final del siglo VI a. C., la ciudad tomó el aspecto de un verdadero centro urbano y muchos templos se habían construido incluyendo el templo dedicado a la diosa Astarté, que estaba cerca del promontorio de San Elías. La ciudad tenía dos cementerios, uno en el noroeste, que es la necrópolis de Tuvixeddu, considerada la mayor necrópolis púnica, y otro en el sudeste, situado en la colina de Bonaria, mientras que el Tophet, que fuera el cementerio donde eran depositadas las urnas de cremación de los ninos, se encontraba en una región que ahora se llama Campo Scipione-San Paolo.

### Período romano

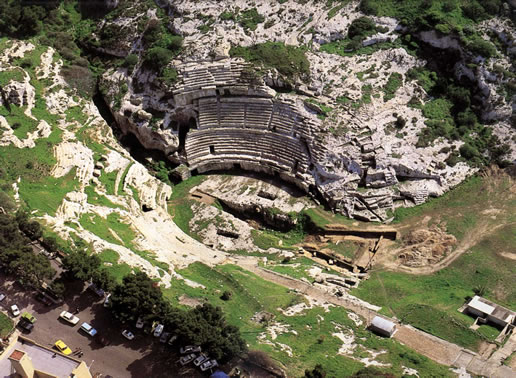
las ciento escaleras, el anfiteatro romano de Cagliari

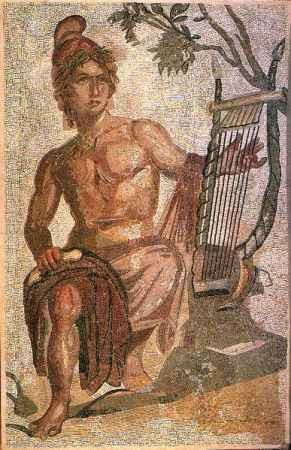
Mosaico romano de Orfeo, Cagliari (Museo Arqueológico de Turín)

Convertida en la principal ciudad de la isla, completamente punicisada, Krly se convirtió romana en el año 238 a. C., cuando la Cerdeña fue ocupada por el ejército de Sempronio Graco con la Córcega, después de la primera guerra púnica. El aspecto de la ciudad no parece haber cambiado mucho durante el primer período de la dominación romana. En los siglos siguientes, la Karalis romana conservó el aspecto de la ciudad púnica. A la muerte de César los ciudadanos permanecieron leales a su hijo adoptivo Octavio Augusto, primero contra Sexto Pompeyo, a continuación, contra Marco Antonio. Tras la victoria de Octavio, hubo un largo período de calma política y la prosperidad económica.
Caralis (o Karales ) fue la capital de la provincia romana de Corsica et Sardinia, y fue elevada a municipio como consecuencia de la guerra civil entre Julio César y Pompeyo cuando César le dio ese estatus al final para agradecer a la ciudad de su lealtad durante la guerra sangrienta. Todos los habitantes de Caralis obtuvieron la ciudadanía romana y fueron inscritos en la tribu Quirina. El territorio de la ciudad incluía la llanura del Campidano hasta Sanluri.

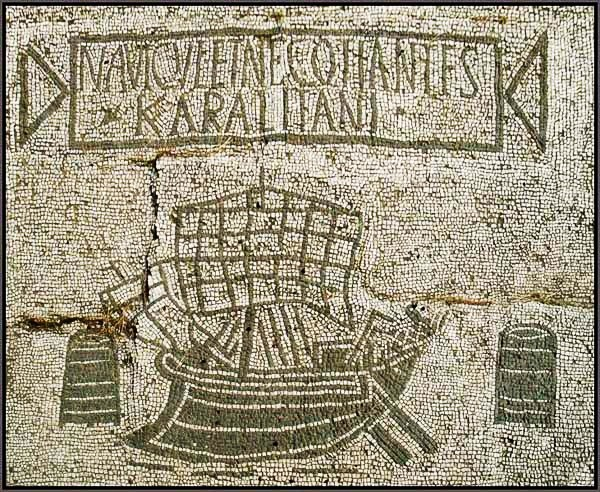
Los armadores y comerciantes de Karalis, mosaico en Ostia (el puerto de la antigua Roma)

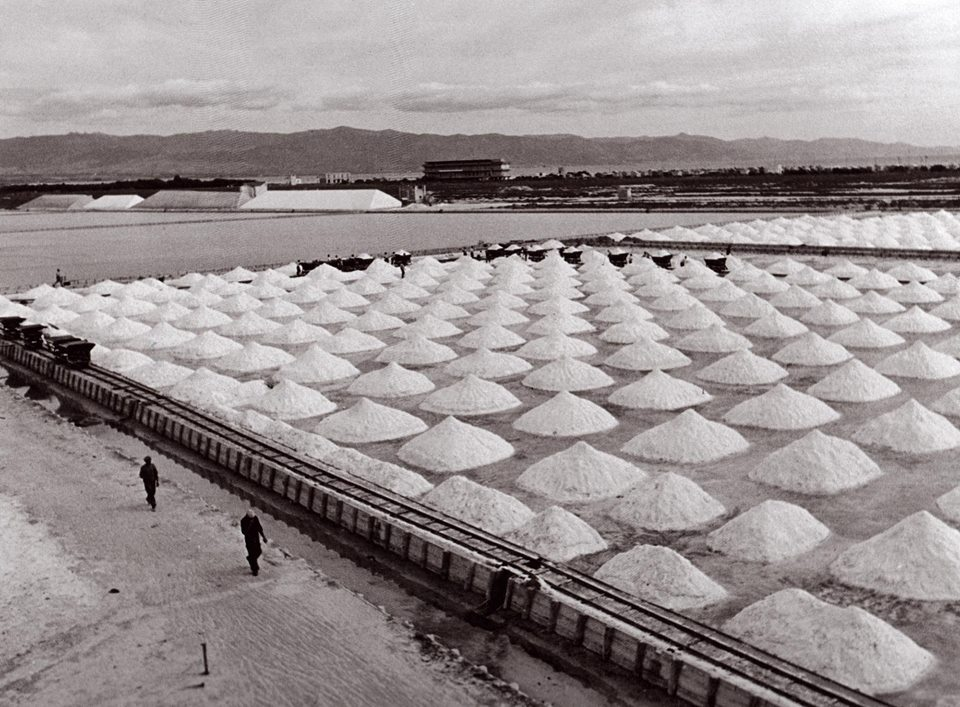
Las marismas, los recursos más antiguos Cagliari

Caralis con aproximadamente 20 000 habitantes era la ciudad más grande y poblada de la isla, así como la más grande de la cuenca del Mediterráneo occidental primero de la República, después del Imperio romano. La ciudad contaba con importantes conexiones por carretera con las principales ciudades de la isla como Sulki por la carretera de la costa occidental, y la que cruzaba el valle del río Cixerri; el camino que recorría la costa oriental hasta Olbia y Tibula y el camino que recurre lal moderna Carlo Felice, y, finalmente, por una carretera a través del centro de la isla para conectar la costa norte La ciudad también estaba equipada con un anfiteatro con una capacidad de aproximadamente 10 000 espectadores, templos, casas y acueductos que suministraban l'agua, tal vez a partir de fuentes de Domusnovas y CaputAquas, alrededor de Iglesias s. Pero ya los púnicos excavaron muchas grandes cisternas en la roca con la ciudad para recoger el agua de lluvia, que se pueden ver hoy en día en varias partes de la ciudad. Había por lo menos tres cementerios, uno que era la misma necrópolis púnica de Tuvixeddu, otro en la zona alrededor de la iglesia de San Lucifer, San Saturno y la colina de Bonaria, y un tercero estaba situado en el actual Viale Regina Margherita, donde fueron enterrados los classiari, el destacamento de la Flota Marina del Miseno, que estaba ubicado en la ciudad portuaria. A lo largo de la carretera principal para la ciudad de Turris, junto a la necrópolis púnica se construyó un tumba a mausoleo, conocida como la cueva de la Vibora que Cassius Filipo dedicò a su esposa Attilia Pomptilla y estaba decorada con una impresionante carmina en griego y latín que deben considerarse hasta ahora como la primera obra literaria conocida de Cerdeña.
Entre las principales actividades económicas deben mencionarse las minas de sal, la entre Caralis y Quartu (ahora un parque natural,) y la de Santa Gilla, aún en uso, y su exportación a otras provincias del imperio con el grano, cuero (curtiduría se encontraron cerca de la puerto) y otros productos de las minas de Cerdeña. En la época romana, con la buena administración del prefecto de la provincia, la ciudad se había mantenido las instituciones cartaginesas originales como los sufetes, los magistrados que fueron elegidos cada año hasta cuando se le concedió el título de  Municipum (municipio). En esta ocasión, según algunos investigadores, una moneda fue acuñada con los nombres de los dos últimos sufetes de la ciudad.
Para el historiador Floro, que vivió entre el primer y segundo siglo de nuestra era, ya Caralis era la ciudad de las ciudades de Cerdeña durante las guerras púnicas, y para el geógrafo Pomponio Mela, que vivió en el siglo I, Caralis ya era una ciudad muy antigua.
Así Claudiano describe la ciudad de Caralis el siglo IV de nuestra era:
 Ciudad posta frente a la Libia, fundada por la poderosa Tiro Caralis se extiende a lo largo y lanza una pequeña pero robusta colina en el centro entre las olas y fuertes vientos. Esto crea un puerto en el medio del mar donde los vientos se calman en una tranquila bahía.
Claudiano describe Caralis como una ciudad " que se extiende sobre una longitud considerable hacia el promontorio que sobresale en el mar, que crea un puerto, lo que permite un buen anclaje para los buques grandes, pero no es el solo puerto bien protegido porque la ciudad tiene otro refugio, un gran lago o laguna de agua salada que está cerca de la ciudad y es llamado el lago de Cagliari. El promontorio adyacente a la ciudad, que fue observado por Ptolomeo (Κάραλις πόλις καὶ ἄκρα) es la colina del actuale Castello, pero el Promontorium Caralitanum de Plinio no puede ser otro que el cabo, que ahora se llama Capo Carbonara, que forma el límite oriental del golfo de Cagliari y punto del sureste de la isla entera. Una comunidad cristiana ya existía en Cagliari en el siglo III, y de aquí a finales de siglo, la ciudad tenía un obispo cristiano. En el siglo IV, el obispo Lucifer de Cagliari que fue exiliado debido a su oposición a la creencia de Arian. Fue desterrado al desierto de la Tebaida por el emperador Constancio.

### Alta Edad Media

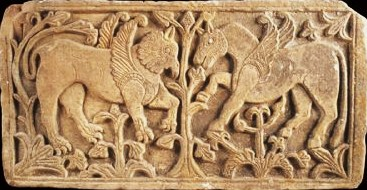
Pluteo de grifo y pegaso, Edad Media Bizantina. Museo Nacional Arqueológico de Cagliari

Los romanos gobernaron la isla hasta mediados del siglo V, cuando fue ocupada por los vándalos, quienes también se habían asentado en el norte de África. En 534 AD Cerdeña fue conquistada por los romanos del Imperio Romano de Oriente de Bizancio. Cerdeña sigue siendo una provincia bizantina, con Cagliari como su capital hasta la conquista árabe de Sicilia, en el siglo IX. Después de eso, la comunicación con Constantinopla llegó a ser muy difícil, dejando una familia de gran alcance, o mejor, una de las familias más poderosas de la isla para tomar el poder.

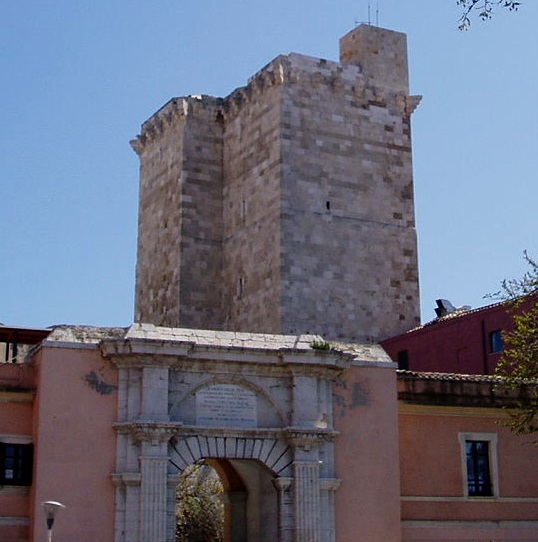
Torre de San Pancracio,

Cerdeña enfrentó los intentos árabes para saquearla y conquistarla casi sin ayuda, pero aun así estaba organizada de acuerdo a la ideología imperial de Bizancio. El Estado no era una propiedad personal del gobernante y su familia, al igual que en Europa occidental, pero era una institución independiente, como lo fue durante los imperios romano y bizantino, una república monárquica. Los Arcontes (ἄρχοντες) o en latín judices (jueces), que gobernaron la isla desde el siglo IX o X hasta los principios del XI, pueden ser considerados como verdaderos reyes de toda Cerdeña (Κύριε βοήθε ιοῦ δού λού σου Tουρκοτουρίου ἅρχωντοσ Σαρδινίας καί τής δού ληςσου Γετιτ), e incluso si eran vasallos nominales de los emperadores bizantinos, corrieron la isla. De estos soberanos solo tenemos dos nombres: Turcoturiu y Salusiu ( και Tουρκοτουριου βασιλικου προτοσπαθαριου Σαλουσιου των ευγενεστατων άρχωντων ), que gobernaron sin duda en el siglo X. Los Arcontes siempre escribieron en griego o latín, y uno de los primeros documentos de los Jueces de Cagliari, sus sucesores directos, fue escrito en lengua romana de Cerdeña, pero con el alfabeto griego.
En el año 705 o 706, los sarracenos del norte de África (recientemente conquistada por los ejércitos árabes ) acosó a la población de las ciudades costeras. Hay muy pocas noticias sobre la situación política en Cerdeña en los siglos siguientes. Debido a los ataques de los sarracenos, la ciudad fue probablemente ocupada por un período corto y obligada a pagar la Yizia, el impuesto a pagar por los pueblos conquistados por los musulmanes. Las estructuras defensivas de la época bizantina probablemente fueron desmanteladas. Pero debido a los problemas internos del mundo árabe, la ciudad volvió a vivir largos períodos de tranquilidad.
Hay noticias de otro ataque sarraceno masivo en los años 1015-1016 de las Islas Baleares, dirigido por Mujahid al-Amiri, pero el intento fue detenido por el reino bizantino de Cerdeña con el apoyo de las flotas de las repúblicas marítimas de Pisa y Génova, ciudades libres del Sacro Imperio Romano Germánico. El papa Benedicto VIII contó con la ayuda de las repúblicas marítimas de Pisa y Génova en la lucha contra los árabes.

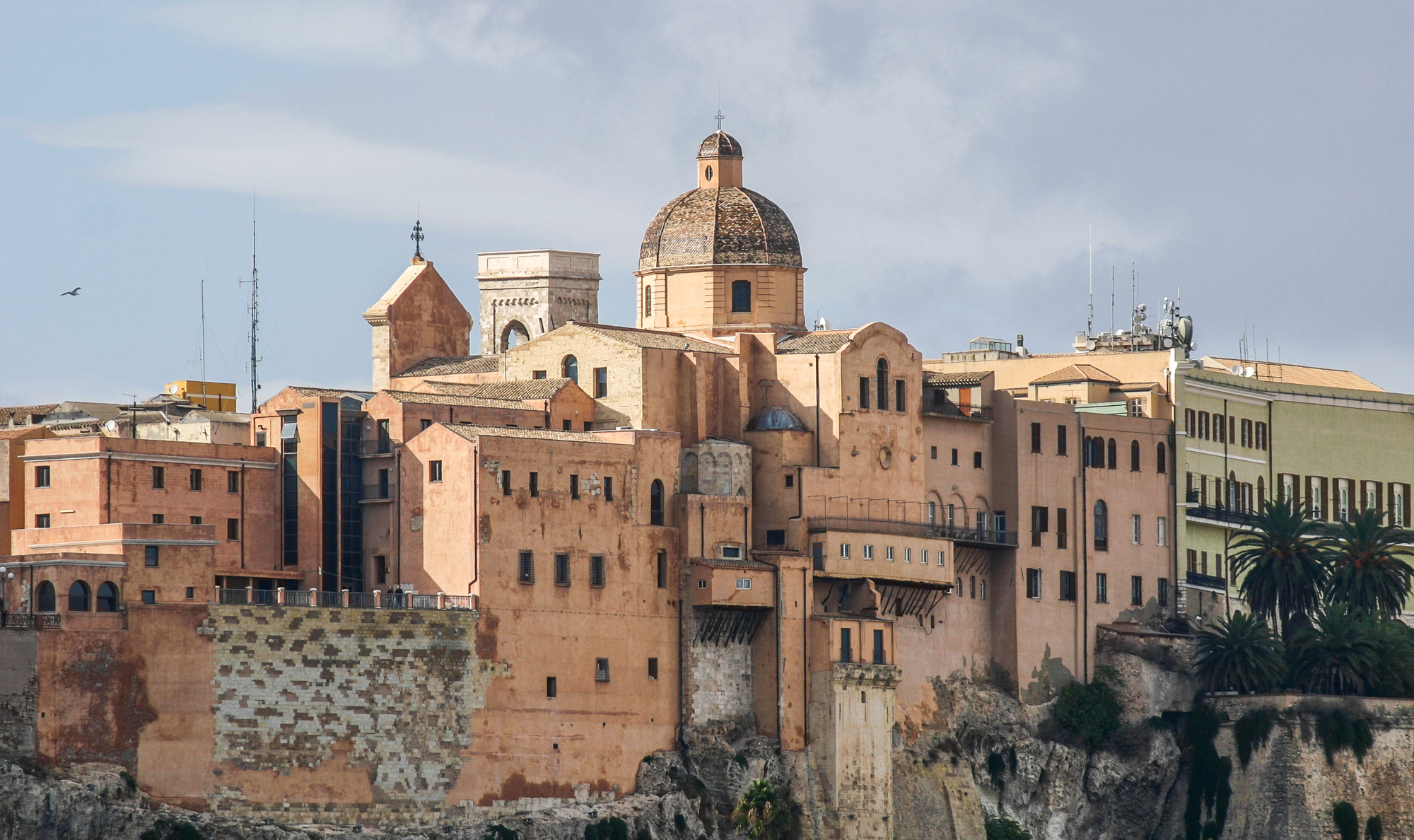
Catedral de Caller en Castello

Con la división de la isla en cuatro estados llamados Juzgados, la ciudad de Calaris, que durante siglos había estado en una recesión demográfica muy fuerte y ahora reducida al pueblo de Santa Igia o Santa Gilla, quedó a la cabeza del Juzgados que tomó su nombre. 
Es bien conocida la progresiva injerencia que las dos ciudades marítimas de Pisa y Génova ejercieron sobre Cerdeña desde entonces. El Juzgado de Cagliari, desde sus primeros testimonios, volvió a la órbita de los pisanos y los genoveses; fueron los primeros que terminaron haciéndolo. En 1215, ante la posibilidad de una alianza entre la nueva jueza Benedetta y Génova, el pisano Lamberto Visconti di Eldizio, esposo de Elena di Gallura, obtuvo, con la amenaza de las armas, la venta de la colina que se llamaría de Castello. De hecho, casi custodiando Santa Igia, pronto se construyó allí una ciudad fortificada completamente pisana: el Castellum Castri de Kallari (1216/1217). 
En 1257, el soberano proliguriano Guillermo III-Salusio VI expulsó a los pisanos de la fortaleza de Castel di Castro, que había sido cedida el año anterior al municipio de Génova por su predecesor Giovanni Torchitorio V. Esto encendió la ira de Pisa y de los otros tres jueces sardos que inmediatamente atacaron a Guglielmo. El 20 de julio de 1258, después de un año de guerra, Santa Igia fue destruida por la coalición encabezada por Gherardo y Ugolino della Gherardesca, Guglielmo di Capraia, Giovanni Visconti y el almirante Ottone Gualduccio y se esparció sal sobre sus ruinas; El juez Guglielmo logró escapar a Génova donde murió en el mismo año. Así terminó el Juzgado de Cagliari que fue desmembrado en tres partes: la parte norte fue anexada por el Juzgado de Arborea, la parte este por el Juzgado de Gallura, la zona occidental fue asignada a la familia Della Gherardesca, mientras que el municipio de Pisa mantuvo el gobierno de Castel di Castro, considerado "la llave del Mediterráneo". Desde entonces, Castellum Castri se identificó con la propia Cagliari, como aún muestra el nombre sardo actual de la ciudad, Casteddu. Sin embargo, a su alrededor se formaron los suburbios de Stampace (topónimo que también se encuentra en Pisa) y Villanova; en estos apéndices encontraban asilo los refugiados sardos de Santa Igia, excluidos del Castello, directamente dependiente de Pisa.
Solo pasaron unas pocas décadas y vino otra dominación. Esta vez fueron los aragoneses quienes, en su guerra de conquista de Cerdeña (1323-1326), sitiando Cagliari, construyeron su plaza fuerte en otra colina, aún más al sur: la de Bonaria. Sin embargo, no destruyeron la ciudad enemiga, como habían hecho los pisanos con Santa Igia; pero por el contrario, habiendo obtenido la victoria en la batalla de Lucocisterna, dejaron el castillo en feudo de Pisa. Los toscanos, sin embargo, no aguantaron la competencia de la nueva villa aragonesa de Bonaria, con su pujante puerto: al año siguiente se levantaron en armas pero fueron nuevamente derrotados por los aragoneses en una batalla naval que tuvo lugar en el golfo de Los Ángeles entre 26 y 29 de diciembre de 1325, por lo que tuvieron que abandonar el castillo para siempre mientras sus viviendas eran reasignadas a súbditos de la corona de Aragón, principalmente catalanes que se habían trasladado desde Bonaria. Sin embargo, a los pisanos (los llamados pullini) se les permitió continuar residiendo en la Marina y en los demás apéndices. Bajo la dominación ibérica Caller (Cagliari), ciudad real no sumisa y sede del virrey, se dotó de un código municipal modelado sobre la base del de Barcelona y se convirtió en la capital del nuevo reino. El Castillo, reservado a los nuevos gobernantes catalano-aragoneses, fue prohibido, por razones de seguridad militar, a los extranjeros y luego también a los sardos a partir de 1333 (prohibición que durará hasta el siglo XVI); el distrito portuario, la Pisan Bagnaria ahora conocida como La Pola, fue fortalecido y ampliado. Algunas familias de origen ibérico que se instalaron en Cagliari en ese momento todavía están presentes en la ciudad; entre los varios podemos mencionar el Aymerich, el Amat, el Manca, el Canelles y el Sanjust.
Habiendo conquistado la Cerdeña pisana e incorporado las posesiones de los Malaspina, el reino tuvo que enfrentarse primero a los Doria y luego a Mariano IV de Arborea que a partir de 1353 desató la revuelta contra los aragoneses (Guerra sardo-catalana), de forma que el territorio real quedó reducido únicamente a las ciudades de Cagliari y Alghero, mientras que el resto pasó a formar parte del Juzgado de Arborea, la única entidad estatal insular que permaneció independiente. Esta situación continuó en fases alternas hasta 1409 cuando una nueva expedición militar aragonesa, encabezada por Martín I de Sicilia, derrotó a arbóreos y aliados en la batalla de Sanluri, provocando que a partir de 1420, tras la venta de los restantes territorios del Juzgado de Arborea , el territorio del reino de Cerdeña, con la capital Caller, coincidió por primera vez con el de toda la isla

### Bajo el imperio de los Austria de España

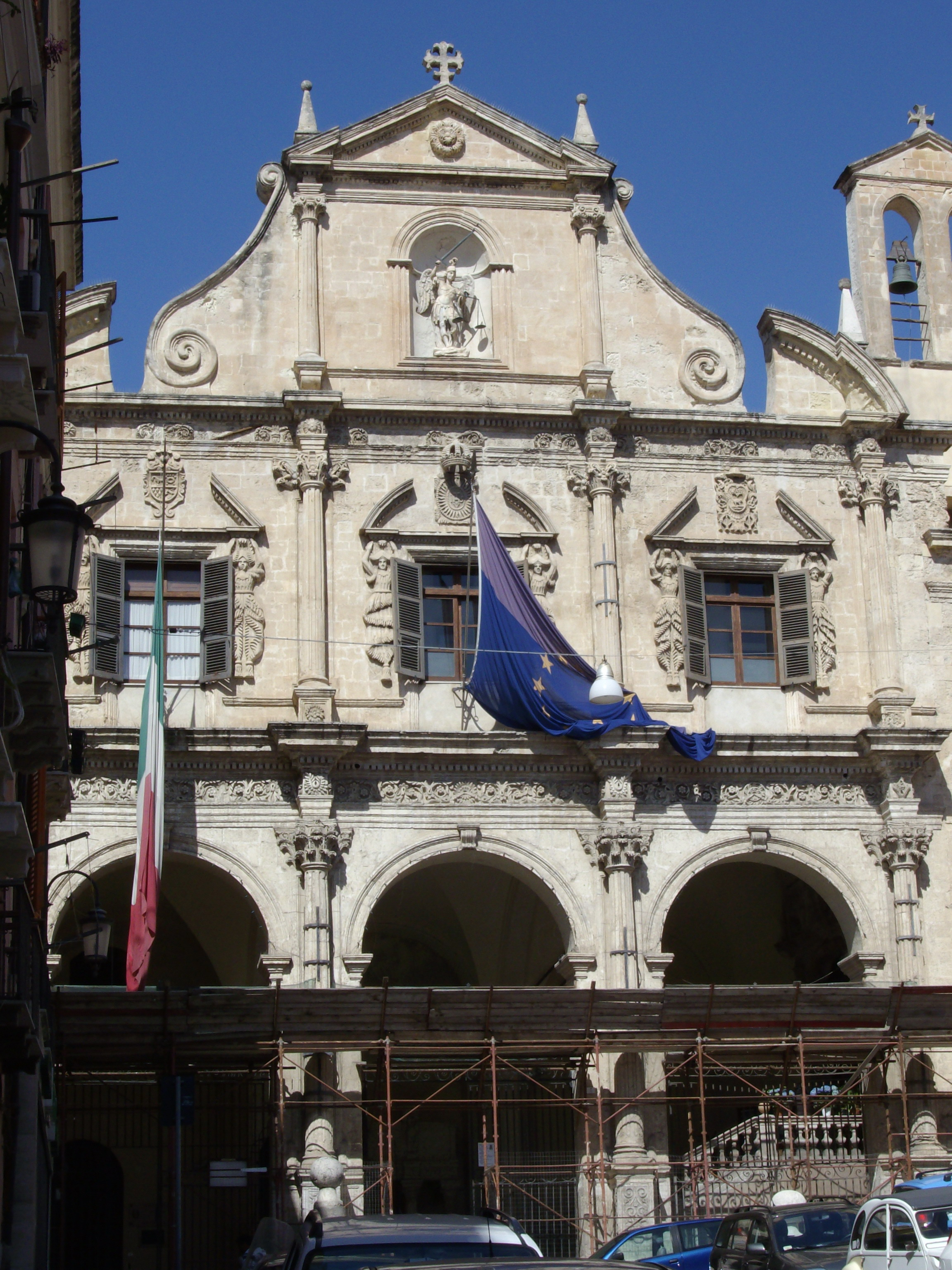
Iglesia de San Miguel

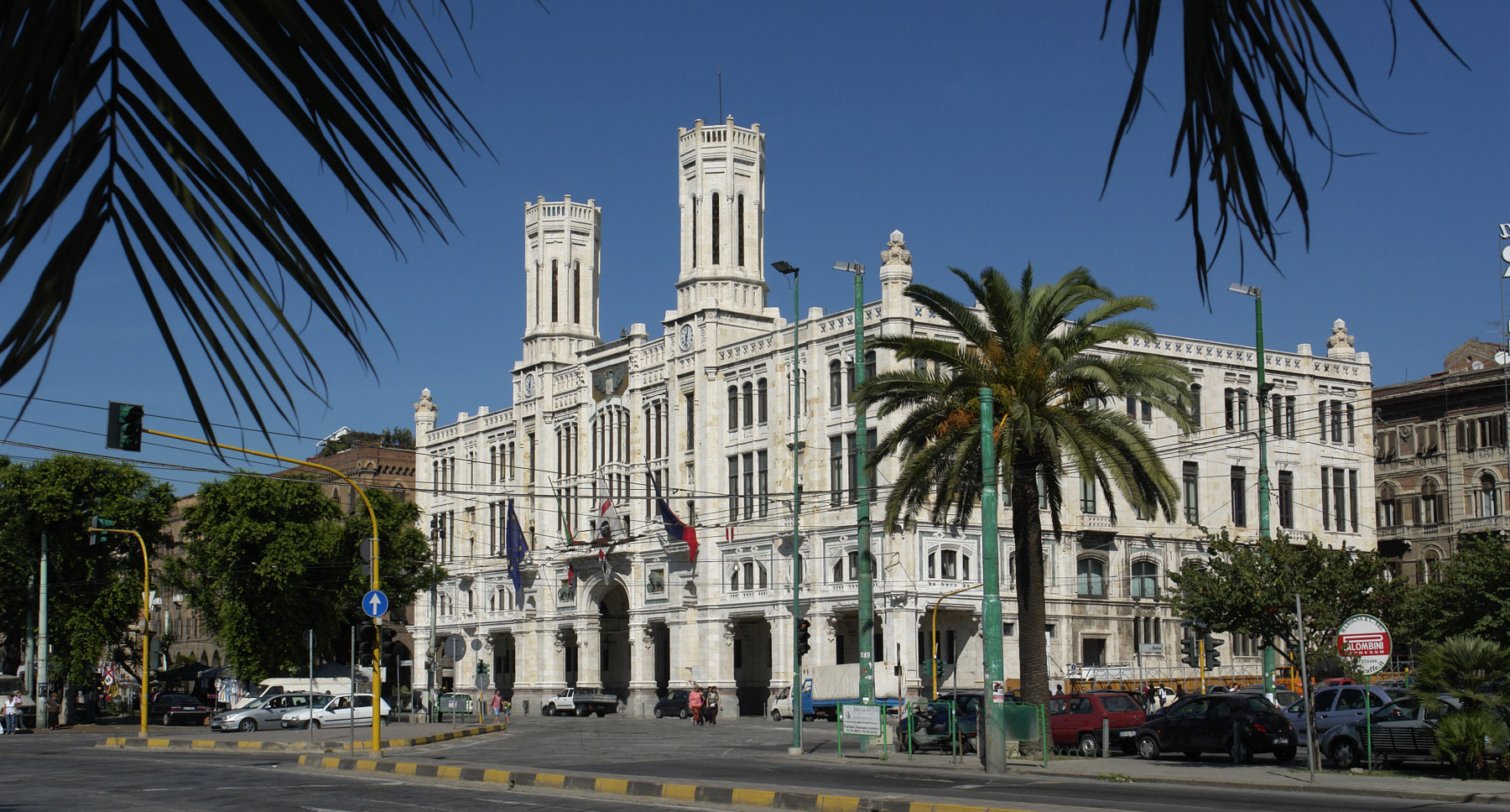
"Ayuntamiento de Cagliari".

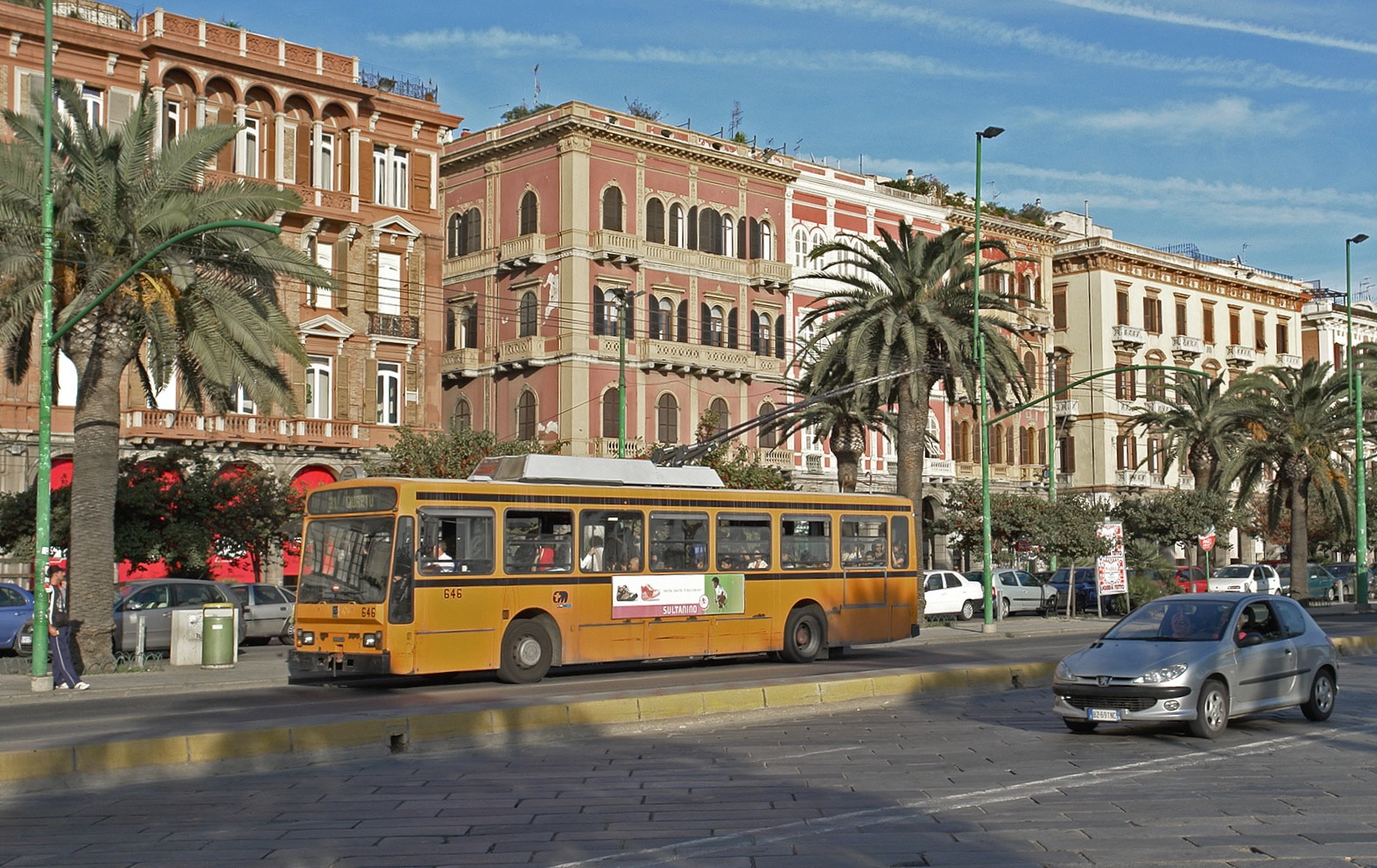
Via Roma.

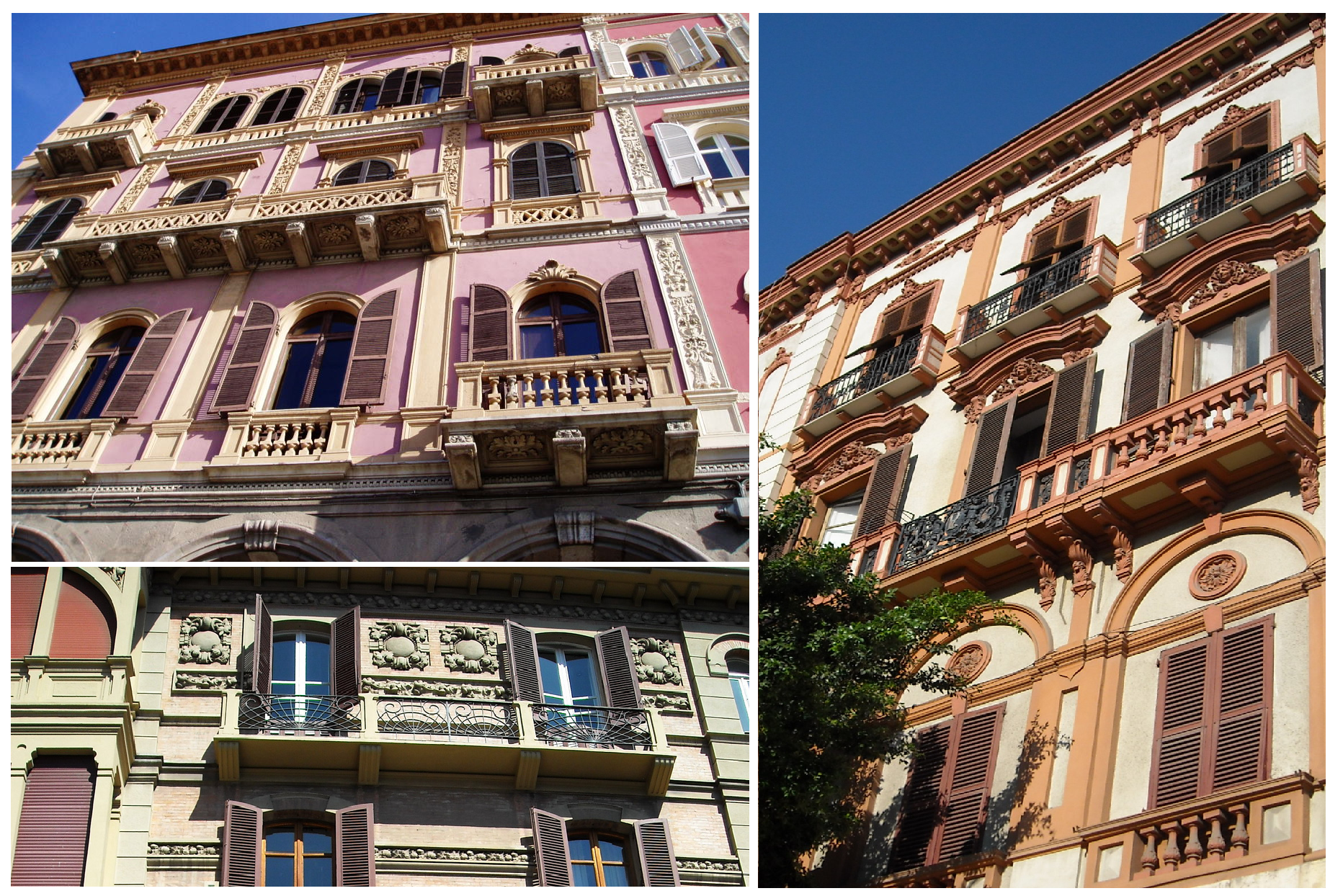
Liberty en Cagliari

Con el matrimonio de Fernando de Aragón e Isabel de Castilla, Cagliari y Cerdeña fueron incorporadas a las posesiones de la Monarquía Hispánica. La ciudad se volvió la capital del virreinato y el centro más rico y poblado de la isla. En ella vivía el virrey, se reunían las Cortes cada diez años en el Parlamento, y se reunía la Real Audiencia, el poder judicial supremo. Además de ser el principal punto de exportación de productos de Cerdeña, su puerto era una inevitable etapa en las rutas mediterráneas desde la península ibérica hacia el oriente. Estaba equipado con un poderoso sistema de defensa hecho de murallas y baluartes, que lo transformó en una pieza clave para el control del Mediterráneo occidental.

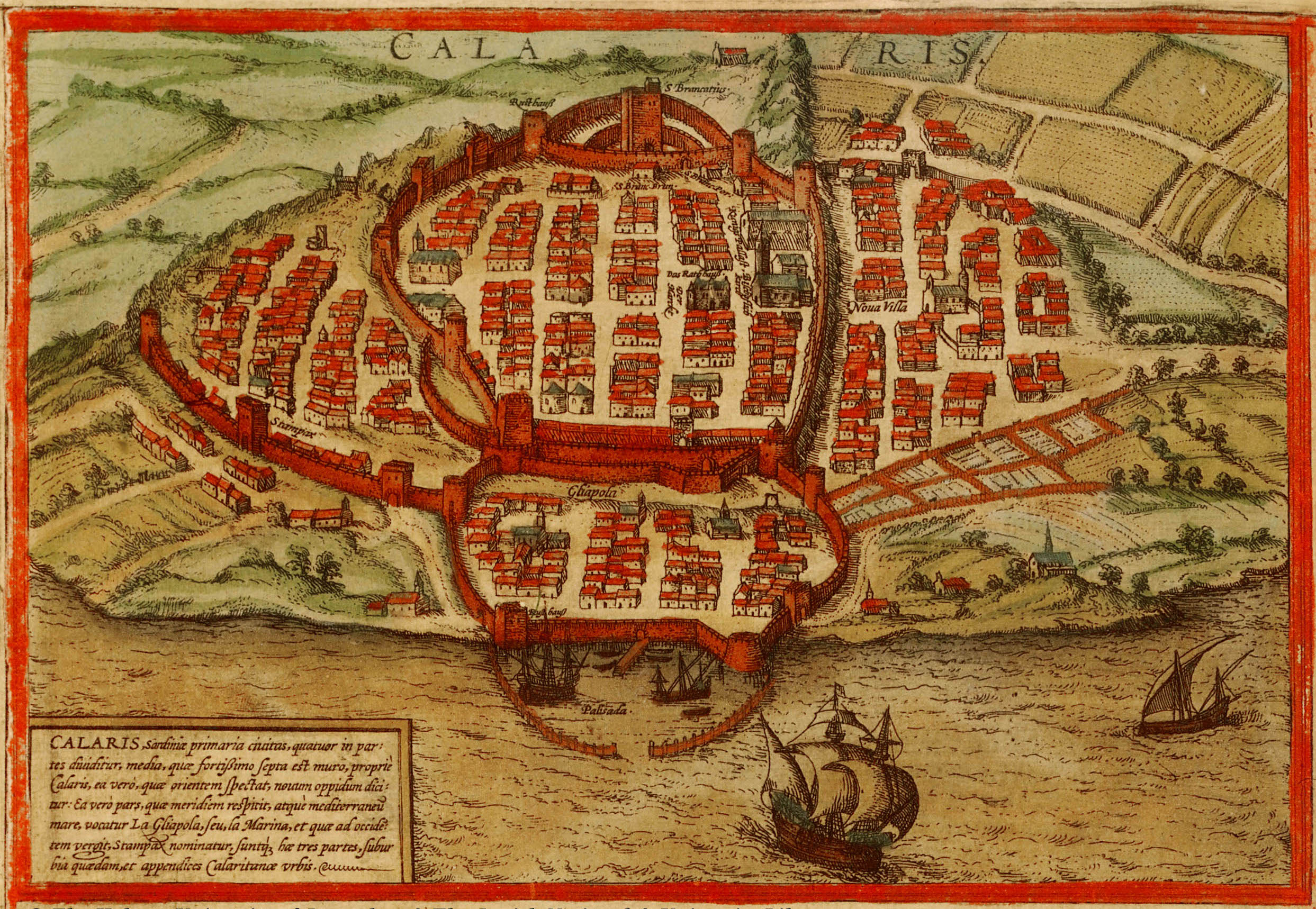
Cagliari en Civitates orbis terrarum (1572) de Georg Braun

En 1535 recibió la visita del emperador Carlos V que, justo en el puerto de la ciudad, reunió una impresionante flota con el objetivo de conquistar Túnez.
La vida cultural era vibrante, lejos de ser provincial, perfectamente integrada en el ambiente cultural de la Europa de los Habsburgo: aquí nacieron o vivieron personajes célebres, como Sigismundo Arquer (erudito, teólogo, jurista y geógrafo, quien murió en la hoguera de Toledo por ser simpatizante del luteranismo), los abogados Juan Dexart, Francis Bellit, Antonio Canales de Vega y Francis Aleo, el médico Juan Tomás Porcell, el historiador Giorgio Aleo, el teólogo Dimas Serpi, Antonio Maria da Esterzili (autor de la primera obra de teatro en sardo campidanese), el escritor Rodrigo Hunno Baeza (autor del Caralis Panegírico, un poema en latín en el cual se exalta la ciudad de Cagliari, compuesto alrededor de 1516), Jacinto de Arnal Bolea (autor de la primera novela situada en Cagliari), Juan Francisco Carmona, el escritor e historiador Salvatore Vitale, los poetas José Delitala Castelvi y  José Zatrilla Vico Dedoni, o el oficial y político imperial Vincenzo Bacallar Sanna, marqués de San Felipe.
Este último fue uno de los fundadores de la Real Academia Española y trabajó en la redacción del primer diccionario de la lengua castellana. Existió también una importante escuela de pintura conocida como Stampace, del nombre de la zona de la ciudad donde se encontraban las tiendas de los artistas, la cual tuvo, entre sus principales representantes, a los maestros sardos Pietro Cavaro y Antioco Mainas. En 1607 se fundó la Universidad de Cagliari, mientras, en 1608, fue fundado el primer hospital público ciudadano. Pero la decadencia experimentada por el Imperio español en la segunda mitad del siglo XVII, favoreció el empobrecimiento de las actividades agrícolas en toda la isla y el florecimiento de plagas y enfermedades, como la grave epidemia de peste que experimentó la ciudad de Cagliari en 1656, conmemorada aún hoy en día durante la anual fiesta patronal ciudadana de San Efisio.

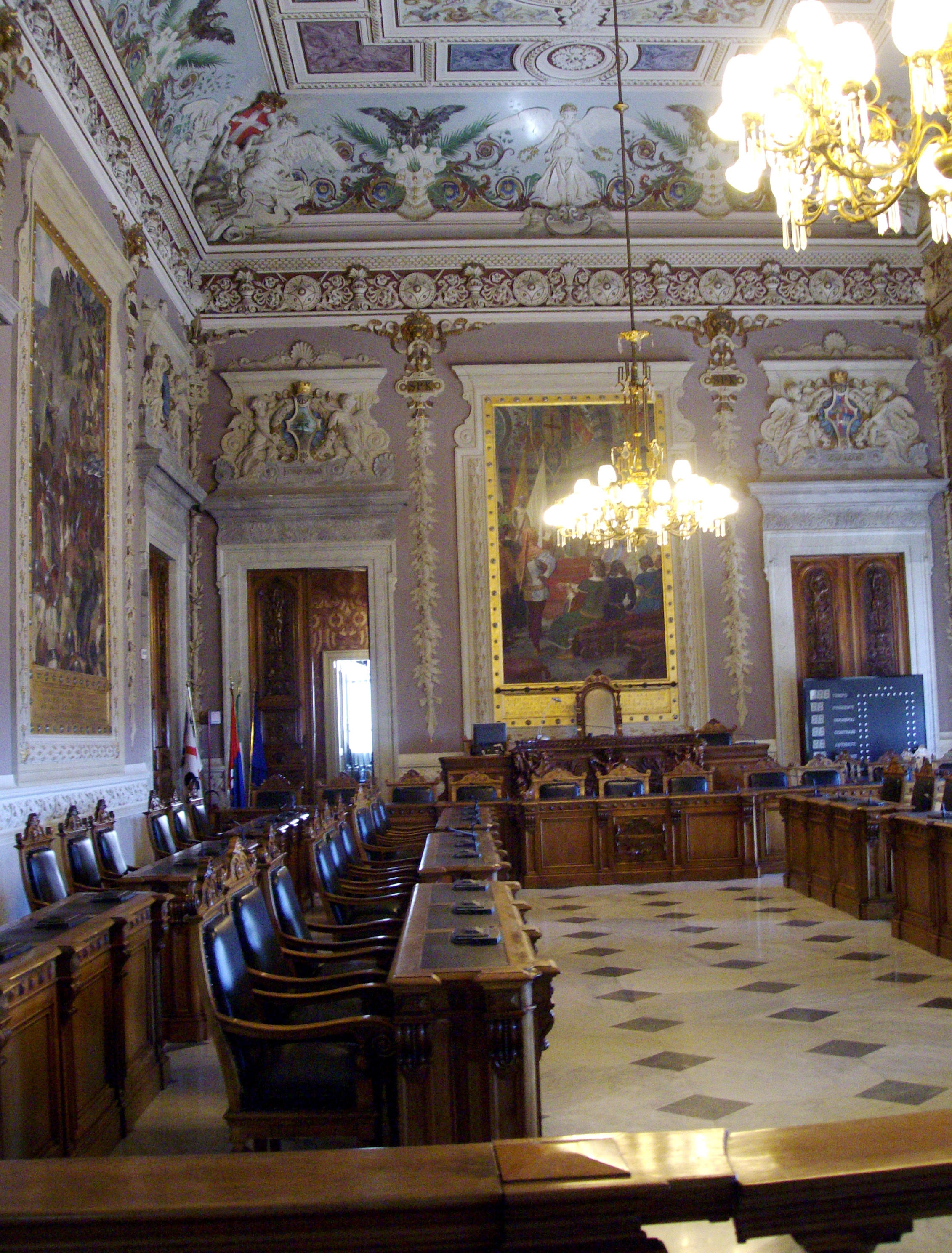
Palacio real de Cagliari

Después de la guerra de sucesión española y tras el Tratado de Utrecht de 1713, el Reino de Cerdeña pasó a ser administrado por los Habsburgo de Austria durante un breve período y, tras el Tratado de La Haya de 1720,  pasó bajo el dominio de la Casa de Saboya, cuyos duques, a través de esta adquisición, adquirieron el título de reyes de Cerdeña y cuyo territorio estatal, a partir de este momento, pasó a conformar una única unidad política entre la isla de Cerdeña y las tierras del ex Ducado de Saboya, situadas entre el noroeste de Italia (Piamonte y  Valle de Aosta, a los cuales serán posteriormente añadidos los territorios de la ex  República de Génova, en Liguria) y el sureste de Francia (Condado de Niza y Saboya). De este momento en adelante la capital del Reino de Cerdeña se volvió Turín y el idioma italiano la única lengua oficial de la administración y de los estudios (con el latín que siguió siendo utilizado para los estudios científicos superiores) tanto en Cagliari como en el resto de la isla de Cerdeña, adaptando así el particular contexto cultural y lingüístico isleño al de los demás Estados italianos.

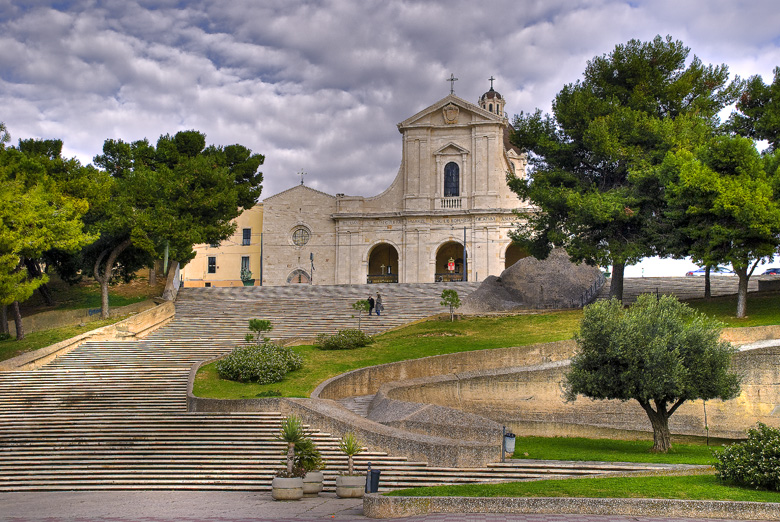
Basílica de Bonaria

Juan Francisco Carmona - HYMNO A CÀLLER (Texto original)[cita requerida]
Ha Ciudad, Ciudad y quien me viera en mi florida edad y mi pujanza, Càller soy y apenas conociera mis derribados nuevos y mudanza.
Yo Càller? Yo aquella gran Ciudad? Que entre todas mas resplendezia, aquella gran Colonia y majestad, aquella que en tres millas extendía. Aquella que a este mar y sus riberas mis torres y edificios encubrían, yo ser aquella cierto no dijeran si se hallaran los que me conozian.
Por essos llanos dende este Vulpino calaritano suelo tan nombrado muy largo y extendido muro vino hasta el postremo y último collado. Aquí templos, palacios, coliseos y el alto Capitolio relucian, aqi plazas, colozos Colopheos las minas de oro y plata aquí se undian.
Aquí de Roma el mando y grande Estado su establecido ceptro y monarchia, aquí el sardo invencible, apasiguado del romano furor reconozia. Mas quando de las guerras conturbada me reduje en la forma que poseo, Càller soy y sere sin ser mudada, de un mesmo corazón, pecho y empleo.
Soy Águila Real pues la Cabeza es el Castillo y cola la Marina, la un ala Villanueva se confiesa y l'otra es Estampache mi vecina. Soy madre de tan célebres varones, de tantos Santos fuente e manansial, celebro sus emprezas y blaones, soy foresta y parraizo terrenal.
En 1799, debido a las guerras de Napoleón en Italia, la casa de Saboya escapó de Turín y se refugió por espacio de casi quince años en Cagliari.

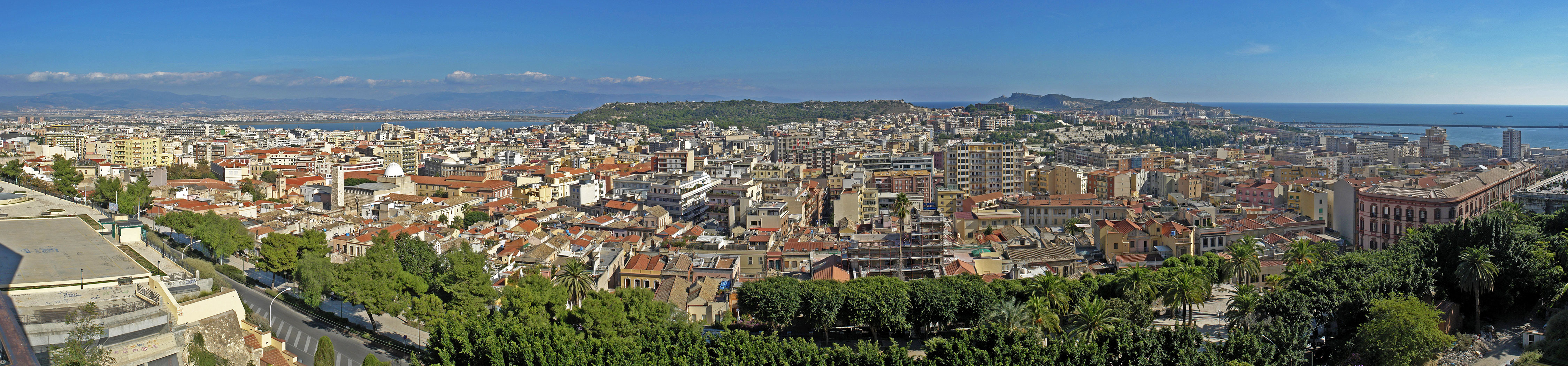
Panorámica de Cagliari y terraza de Saint Remy.

## Idioma
El idioma nativo de Cagliari, declarado oficial junto al italiano, es la lengua sarda (sardu), una lengua romance, precisamente el dialecto campidanés (campidanesu) en su variante local (casteddaju).
La variante de Cagliari en su registro alto tradicionalmente ha representado el modelo lingüístico de referencia para toda la zona sur de la isla, y la variante de social alta utilizada por la clase media en el dominio campidanese en su conjunto, como modelo literario de referencia para escritores y poetas.
Esta lengua se habla cada vez menos por las nuevas generaciones en la ciudad, ya que usan el italiano debido a la educación obligatoria y los medios de comunicación de masas. El italiano se ha convertido cada vez más predominante en las relaciones sociales, formales sino también informales, relegando el sardo al papel de dialecto sociológico; los jóvenes a menudo tienen solo competencia pasiva, debido a su relación con los familiares de edad avanzada que todavía lo hablan, ya que sus padres también suelen hablar solo italiano, o simplemente hablan una jerga juvenil mixto. Cerdeña, que se divide en dos macro-grupos dialectales, en el norte (sardu logudoresu) y el sur (sardu campidanesu), se caracteriza por un plural en -s similar al español, portugués y francés, y diferente del italiano y los artículos definidos derivados de la IPSUM Latina.
Las diferencias más importantes entre el campidanés y el Logudorese son los artículos definidos plurales: campidanés común de género es contra Logudorese sos / sas, pérdida de la antigua latina oclusiva velar a oclusiva palatal: por ejemplo Cena contra kena (cena); iotacismo, probablemente a partir del grieo bizantino, y asimilación a las vocales anteriores y posteriores cerradas frente a las vocales semicerradas originales: por ejemplo cani contra canes (perro),gattus contra Gattos ( gatos), la preservación de los nexos latinos QU y GU frente a la innovación como oclusiva bilabial sorda o oclusiva bilabial sonora: por ejemplolingua frente limba (idioma);aqua contra abba (agua), no normal i prostesis antes de s preconsonantica como scala contra iscala (escalera) o scola contra iscola (escuela), pero prostesis periódica antes r, como Arrosa contra rosa (rosa).
Cagliari era la capital de la provincia romana, y aceptó las innovaciones procedentes de Roma, Cartago, Costantinopolis, y probablemente refleja dialectos latinos urbanos tardíos de las ciudades centrales del siglo quinto del imperio. La lengua sarda es tan diferente de cualquier otra lengua romance que, aunque había pocos desarrollo literario y poca consideración social, debe ser considerado como un lenguaje autónomo. Cerdeña es una isla pequeña, la más remota de las islas mediterráneas de cualquier continente, que históricamente tenía poca población, y se divide en varios cantones aislados, por lo que el idioma está subdividido en dos grupos de dialectos el del norte y el del sur que se diferencian casi solo en la fonética. Así que dos modelos literarios y sociales desarrollaron en el norte y el sur. Estos modelos han creado no es mucho, pero una literatura muy interesante.
Ejemplo de dialecto casteddaju de Efisiu Pintor Sirigu (1765-1814) Femu cassadori (Yo era un cazador).

## Economía

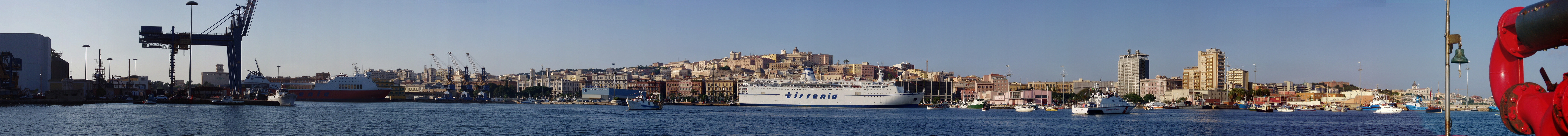
Puerto de Cagliari

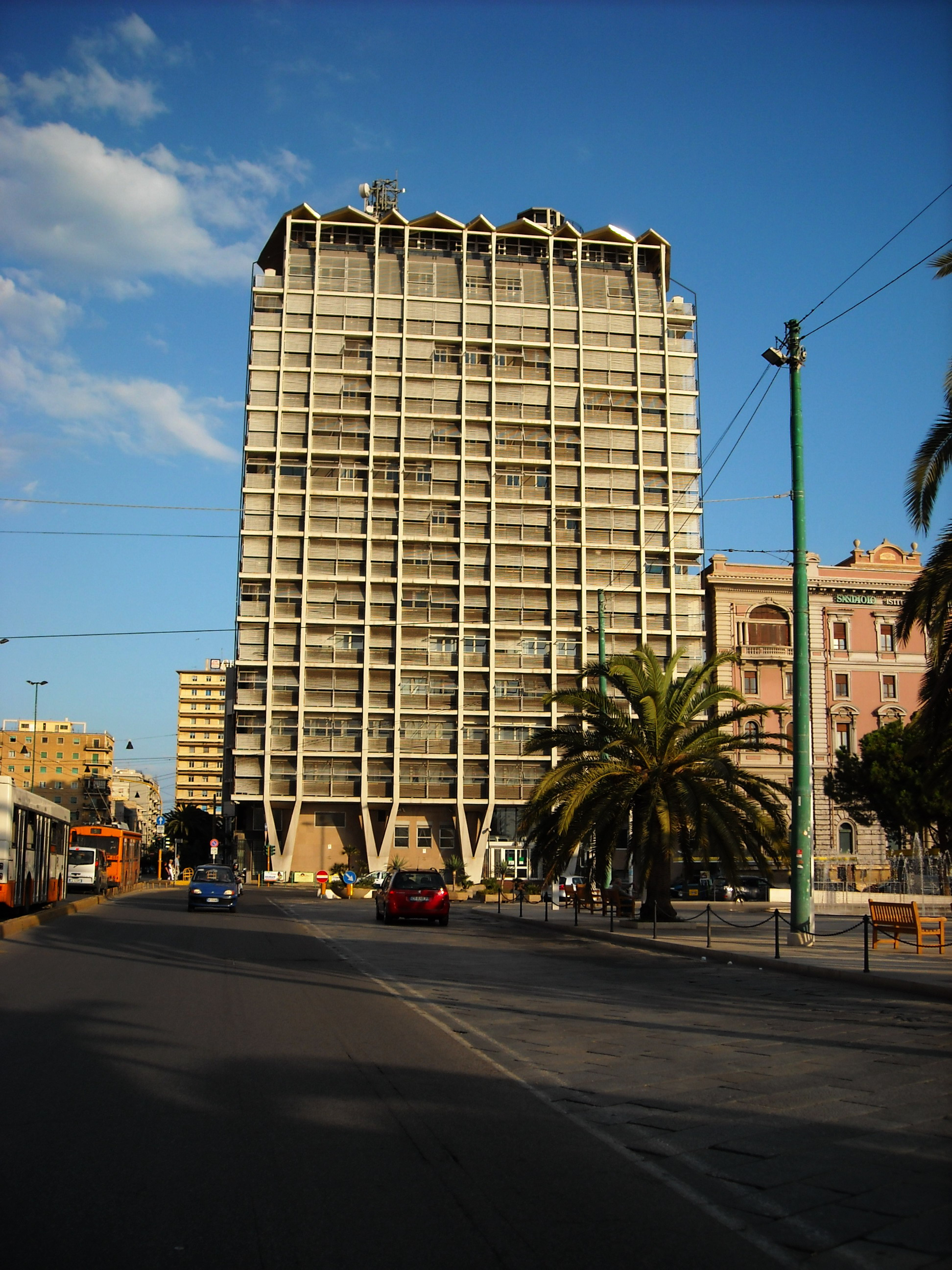
Palacio ENEL

Según datos del 2010 del Ministerio de Economía italiano, los habitantes de Cagliari declararon un impuesto sobre el ingreso personal per cápita del 127% de la media nacional, mientras que el de toda Cerdeña fuera solo el 81%. El área metropolitano, dijo el 97% de la media nacional. Según Eurostat, el área metropolitano de Cagliari en 2009 tuvo un producto interno bruto anual per cápita de paridad de poder adquisitivo PPP de € 21699, es decir, 92,4% de los datos de la Unión Europea (27). Como de costumbre, los ingresos de la zona urbana son más altos que los de los barrios o las zonas rurales, pero en caso de Cerdeña este fenómeno es particularmente agudo.
Cagliari es la capital de la Región Autónoma de Cerdeña. Es su centro administrativo y sede, así como de las oficinas regionales y provinciales de la administración central italiana. Cagliari es también el principal centro comercial e industrial de la isla, con muchos centros comerciales y fábricas dentro de sus límites metropolitanos.
Es la sede principal de operaciones del Banco di Sardegna que pertenece al Grupo BPER y cotiza en la Bolsa de Milán (BSRP), de la Banca di Cagliari y la Banca di Credito Sardo que pertenece al Grupo Intesa Sanpaolo.
El área Macchiareddu-Grogastru entre Cagliari y Capoterra, junto con el puerto terminal internacional de contenedores en Giorgino es una de las zonas industriales más importantes de Cerdeña. Cagliari también tiene uno de los mayores mercados de pescado de Italia con una gran variedad de pescados para vender al público y al comercio. El proveedor de comunicaciones Tiscali tiene su sede en la ciudad.
Muchas corporaciones multinacionales como Coca Cola, Heineken, Unilever, Bridgestone y Eni Group tienen fábricas en la ciudad. Dentro de su área metropolitana se encuentra uno de los únicos seis supersitios de refinería de petróleo de toda Europa, la Saras SpA en Sarroch.
El turismo es también una de las principales industrias de la ciudad, aunque su monumental sistema de defensa de la Edad Media y de la Edad Moderna, sus ruinas púnicas, romanas y bizantinas no están adecuadamente evaluados. Los cruceros de gira por el Mediterráneo suelen hacer en Cagliari una parada para los pasajeros y la ciudad es un centro de tráfico a las playas más cercanas de Villasimius, Chia, Pula y Costa Rei, y la playa urbana del Poetto también. En Pula también está el importante sitio arqueológico de la ciudad púnica y romana de Nora. A tan solo 60 km podemos encontrar la expresión más impresionante de la Cultura nurágica Su Nuraxi de Barumini, inscrita en la lista de sitios del Patrimonio de la Humanidad en 1997. La ciudad tiene más de 300 restaurantes y pizzerías y casi 250, incluyendo hoteles, B & B y casas de huéspedes.
Cagliari, con un promedio de renta per cápita de € 22,226, tiene un nivel económico comparable a la de las ciudades italianas del norte y central.

## Cultura

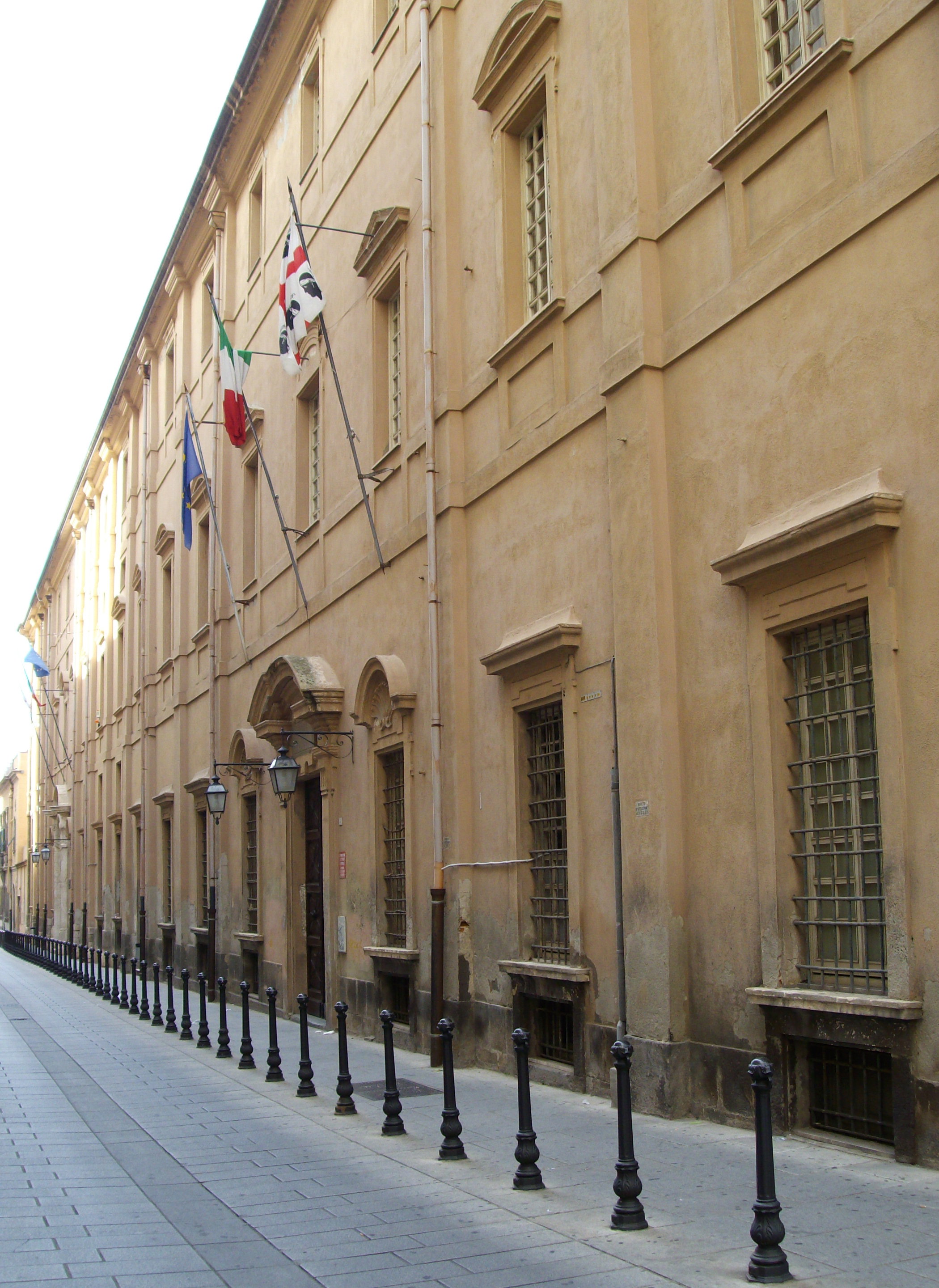
Palacio de la universidad

En Cagliari tiene su sede la Universidad de Cagliari, la mayor universidad pública de Cerdeña, fundada en 1607 por sello papal y por decreto real de Felipe III de España en 1620. En la actualidad, después de la última reforma, cuenta con seis facultades: Ingeniería y Arquitectura, Medicina y Cirugía, Ciencias Económicas, Jurídicas y Políticas, Biología y Farmacia, Estudios Humanísticos.
Todas las facultades científicas de la universidad, así como el hospital de la universidad, han sido trasladadas a una nueva ciudadela ubicada en el municipio de Monserrato. En el centro de la ciudad siguen estando el polo de Ingeniería y los polos humanísticos y, en el Castillo se halla la sede del Rectorado, en un palacio del siglo XVIII con una biblioteca contemporánea que alberga miles de libros antiguos.
En Pula, en la zona metropolitana de Cagliari,  se ha instalado la sede más importante de Polaris, el Parque Científico y Tecnológico de Cerdeña, que es un sistema de infraestructuras y servicios avanzados para la innovación, el desarrollo y la industrialización de la investigación. Con más de 60 empresas y centros de investigación ubicados, Polaris es uno de los mayores parques científicos italianos y es la primera ciudad en el país por número de empresas de biotecnología establecidas. Polaris se centra en tres áreas: Tecnologías de información y comunicaciones, Biotecnología (desde la biomedicina a la biotecnología agroindustrial) y Bioinformática, la energía renovable.
Cagliari es también la sede de la Pontificia Facultad Teológica de Cerdeña y del Instituto Europeo de Diseño.

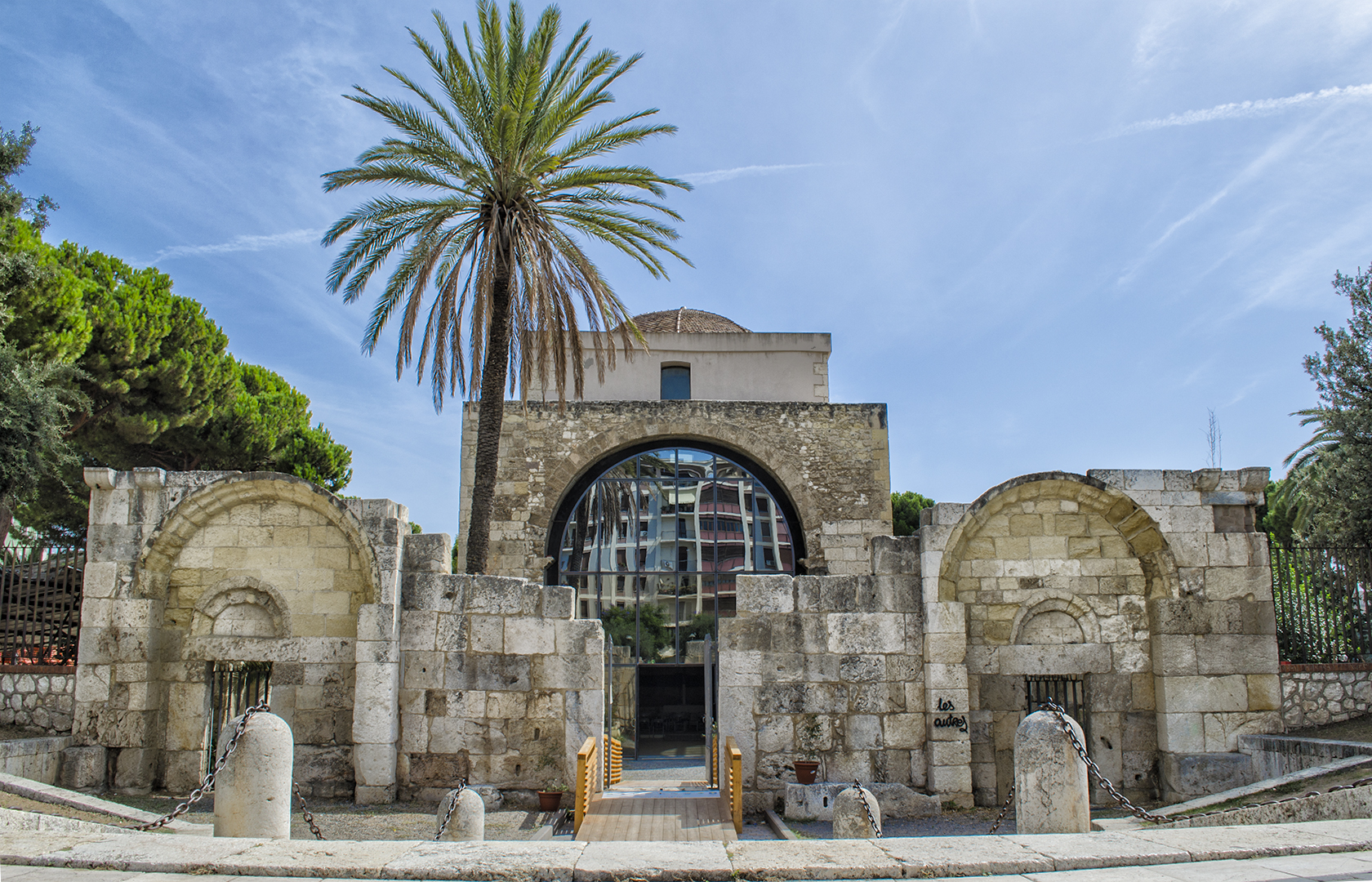
Basílica de San Saturnino siglo V

Cagliari ya era un importante centro cultural y, sobre todo, teológico en la época romana tardía: aquí nacieron San Lucifer, conocido por su apasionada oposición al arrianismo en defensa de Ortodoxia, y San Eusebio. Fulgencio de Ruspe, exiliado a Cagliari por los reyes vándalos arrianos juntos con muchos otros obispos africanos, creó un monasterio cerca de la ya famosa Basílica de San Saturnino de Cagliari, próximo a un cementerio y procul a strepitu civitatis, es decir, "lejos del estréipto de la ciudad". Es probable que casi dos de los tres Papas de Cerdeña, Eusebio e Hilario nacieran en Cagliari.
La vida en Cagliari ha sido retratada por numerosos escritores a lo largo de toda la historia. Ya Claudiano dejó algunas palabras en latín, que subrayan el papel de Cagliari como la capital y la mayor ciudad y más poblada de Cerdeña. En la modernidad, fue Rodrigo Hunno Baeza quien dedicó a su localidad un poema latino didáctico, Caralis Panegyricus, a finales del siglo XVI. Y Jacinto Arnal de Bolea publicó en 1636, en español, la primera novela ambientada en Cagliari, titulada El Forastero. David Herbert Lawrence, en su Mar y Cerdeña, escribió hermosas palabras sobre la ciudad. Giuseppe Dessì, Giulio Angioni, Giorgio Todde también ambientaron algunas de sus obras en Cagliari. Pero quizás quien más vívidamente ha retratado Cagliari ha sido Sergio Atzeni, quien escribió muchas de sus novelas y cuentos, como Hijo de Bakunin, en la antigua y moderna Cagliari. En los últimos tiempos, otro escritor que ha reflejado la vida de Cagliari ha sido Flavio Soriga. 
La Basílica de Bonaria de Cagliari da nombre a Buenos Aires, la capital argentina. Pedro de Mendoza, el español que fundó Buenos Aires, visitó la iglesia de Bonaria de Cagliari y pidió ayuda a la María de Bonaria, a quien está dedicada la iglesia. El templo se sitúa frente al mar y se supone que fue construido después de que María de Bonaria hubiese aparecido en medio de una tormenta el 25 de marzo de 1370, salvando a un barco español y a su tripulación de un naufragio.
En Cagliari nació y vivió el compositor Ennio Porrino. También nacieron en Cagliari los famosos actores italianos Amedeo Nazzari y las hermanas Pier Angeli (pseudónimo de Anna Maria Pierangeli) y Marisa Pavan.
Mención aparte del anfiteatro de época romana, el primer teatro inaugurado en Cagliari fue el Teatro Zapata, que abrió sus puertas en 1767 y que posteriormente se convertiría en el Teatro Cívico. Devastado por los bombardeos de 1943, ha sido restaurado recientemente, pero el techo no ha sido reconstruido, por lo que hoy en día es un teatro de estructura muy particular, ya que se trata de un palacio del siglo XVIII al aire libre. El Politeama Regina Margherita, inaugurado en 1859, fue destruido por un incendio en 1942 y nunca se reconstruyó. La ciudad se quedó sin un verdadero teatro hasta 1993, cuando se inauguró la nueva ópera del Teatro Lírico, a pesar de que la opera ha tenido en la ciudad, y en parte sigue teniendo, una tradición sólida. Ha sido solo únicamente en fechas recientes cuando se ha renovado el antiguo Teatro Massimo, ahora sede del Teatro Stabile de Cerdeña.Varios cantantes de ópera han nacido en Cagliari. Es el caso de los tenores Giovanni Matteo Mario (1810–1883) y Piero Schiavazzi (1875–1949), el barítono Angelo Romero (nacido en 1940), la contralto Bernadette Manca di Nissa (nacida en 1954) y la soprano Giusy Devinu (1960-2007).

## Museos y galerías

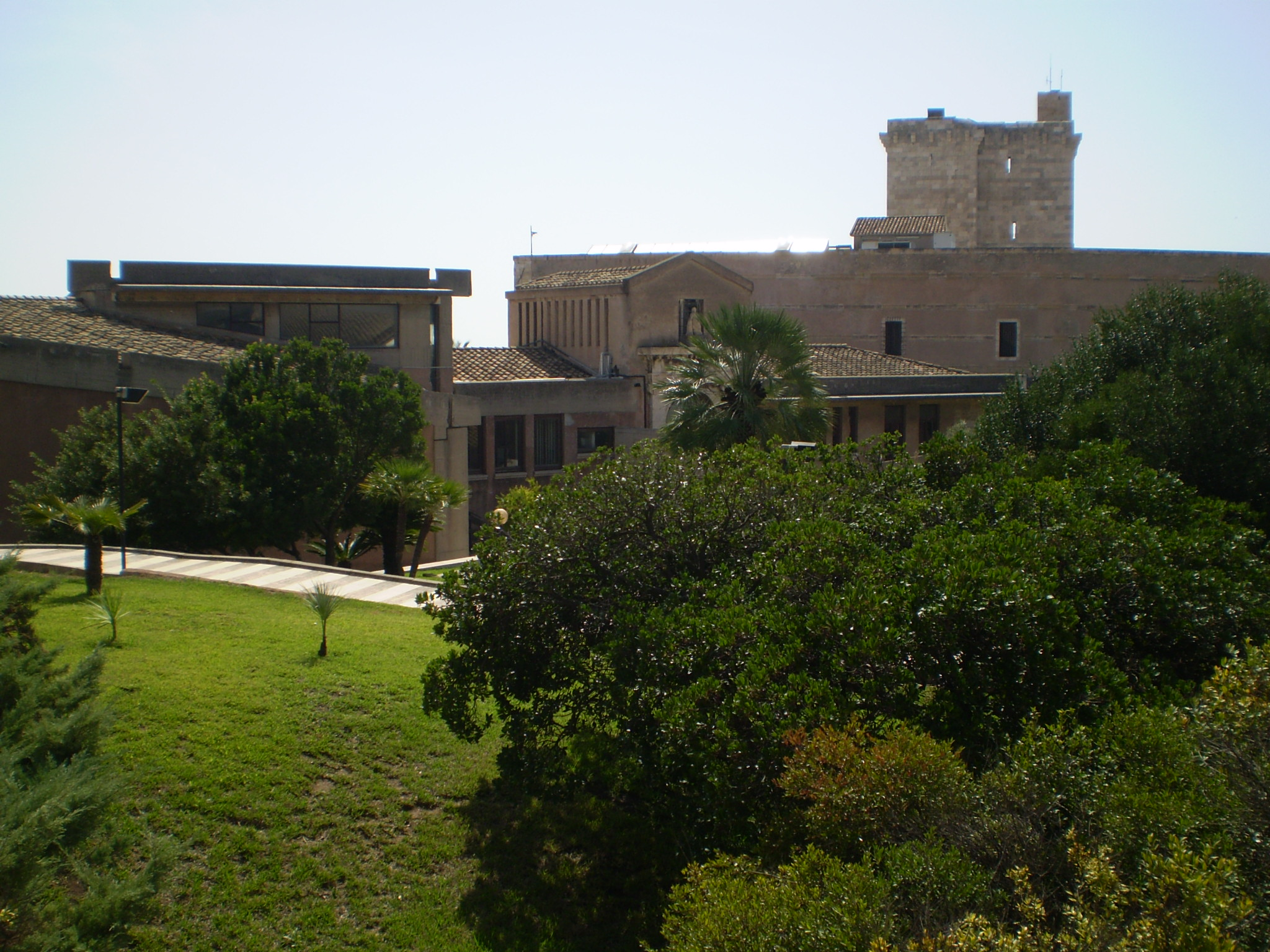
Museo Arqueológico de Cagliari "Cittadella dei Musei"

Polo museale di Cagliari "Cittadella dei Musei" (Ciudadela de los Museos) con:
- Museo Arqueológico Nacional de Cagliari,[73] el museo arqueológico más importante de Cerdeña, que contiene hallazgos de la Neolítico periodo (6000 años antes de Cristo) para la Alta Edad Media alrededor de 1000
- Museo Cívico d'arte siamés Stefano Cardu (Museo Cívico de Arte siamès Stefano Cardu,[74] la colección más importante de Europa de Arte Siamés recogida por un coleccionista Cagliaritan a principios del siglo XX
- Museo delle Cere Anatomiche Clemente Susini (Museo de ceras anatómicas Clemente Susini)[75] la colección de figuras de ceras anatómicas es considerado uno de los mejores del mundo, y perfectamente describe el cuerpo humano y declara el estado de los conocimientos médicos y quirúrgicos a principios del siglo XIX. La colección fue creada por el escultor Clemente Susini y son fieles reproducciones de las disecciones de cadáveres llevados a cabo en la Escuela de Anatomía en Florencia en 1803-1805 AD.
- Pinacoteca Nazionale (Pinacoteca Nazionale)[76]

Otras galerías:
- Galleria Comunale d'arte (Museo Cívico de Arte) con una importante exposición de pintura italiana moderna (Colleccion Ingrao) ofrecido a la ciudad por su colector, y la exposición cívico de artistas sardos.[77]
- Collezione sarda "Luigi Piloni" (Universidad de Cagliari, Colección sarda Luigi Piloni)[78]
- Exma, MEM, Castello di San Michele, Il Ghetto centros de exposiciónes[79]
- Museo de Bonaria (Museo de la Iglesia basilical de Bonaria),[80] con una colección de ex-votos interesante;
- Museo del Duomo (Museo de la Catedral);[81]
- Museo del Tesoro di Sant'Eulalia (Museo del Tesoro de San Eulalia de Barcelona; con su importante área subterránea de época romana[82]
- Jardín Botánico de la Universidad de Cagliari[83]

## Deportes

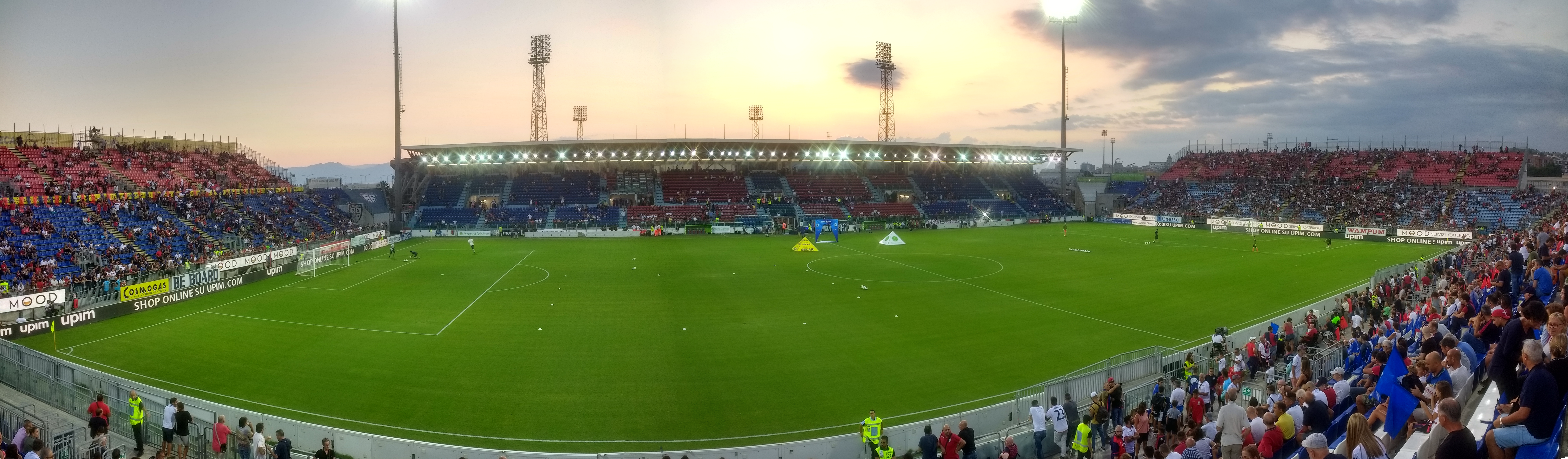
Sardegna Arena

Cagliari Calcio es el club de fútbol de la ciudad. Participa en la Serie A, la primera categoría del fútbol italiano. Disputa sus partidos de local en el Sardegna Arena.